# Zaïda
Zaida (en berbère : ⵣⴰⵢⴷⴰ , et en arabe : زايدة) est un village berbère du centre-ouest du Maroc. Elle est située à environ 30 kilomètres au sud-est de la ville de Midelt et est connue pour sa production de pommes.
La population de Zaida est d'environ 14 449 habitants (2024), dont la plupart sont des agriculteurs. Le village dépend fortement de l'agriculture, les habitants cultivant des pommes, des oliviers et des céréales.
Voici quelques faits supplémentaires sur Zaida, Maroc:
- Zaida est située à une altitude de 1 458 mètres au-dessus du niveau de la mer[1].

- Le village a un climat tempéré, avec un été chaud et un hiver froid.
- La langue maternelle à Zaida est l'arabe berbère.

## Démographie
| 1994  | 2004  | 2014     | 2024   |
| ----- | ----- | -------- | ------ |
| 3 760 | 4 968 | 13 181 , | 14 449 |

## Recensement général de la population et de l'habitat 2024[4]
|                       |                                 | Valeurs de l'indicateur         | Valeurs de l'indicateur         | Valeurs de l'indicateur         | Valeurs de l'indicateur         | Valeurs de l'indicateur         | Valeurs de l'indicateur         | Valeurs de l'indicateur         | Valeurs de l'indicateur         | Valeurs de l'indicateur |
| Zone                  | Drâa-Tafilalet → Midelt → Zaida | Drâa-Tafilalet → Midelt → Zaida | Drâa-Tafilalet → Midelt → Zaida | Drâa-Tafilalet → Midelt → Zaida | Drâa-Tafilalet → Midelt → Zaida | Drâa-Tafilalet → Midelt → Zaida | Drâa-Tafilalet → Midelt → Zaida | Drâa-Tafilalet → Midelt → Zaida | Drâa-Tafilalet → Midelt → Zaida |                         |
| Milieu                | Ensemble                        | Ensemble                        | Ensemble                        | Rural                           | Rural                           | Rural                           | Urbain                          | Urbain                          | Urbain                          |                         |
| Sexe                  | Ensemble                        | Féminin                         | Masculin                        | Ensemble                        | Féminin                         | Masculin                        | Ensemble                        | Féminin                         | Masculin                        |                         |
| Titre de l'indicateur | Ensemble                        | Féminin                         | Masculin                        | Ensemble                        | Féminin                         | Masculin                        | Ensemble                        | Féminin                         | Masculin                        |                         |
| --------------------- | ------------------------------- | ------------------------------- | ------------------------------- | ------------------------------- | ------------------------------- | ------------------------------- | ------------------------------- | ------------------------------- | ------------------------------- | ----------------------- |
| Population municipale | Population municipale           | 14,449                          | 7,392                           | 7,057                           | 5,951                           | 3,001                           | 2,950                           | 8,498                           | 4,391                           | 4,107                   |

| Indicateur                                                                             | Ensemble | Rural | Urbain |
| -------------------------------------------------------------------------------------- | -------- | ----- | ------ |
| Distance moyenne des logements à la route goudronnée (Km)                              | 1.2      | 1.2   |        |
| Nombre moyen de personnes par pièce d'habitation                                       | 1.5      | 1.6   | 1.4    |
| Part des ménages sédentaires disposant d'une cuisine (%)                               | 98.2     | 97.5  | 98.6   |
| Part des ménages sédentaires disposant d'une fosse septique (%)                        | 34.8     | 82.5  | 3.6    |
| Part des ménages sédentaires disposant d'une pièce d'eau (%)                           | 46.9     | 32.1  | 56.6   |
| Part des ménages sédentaires disposant de W.-C. (%)                                    | 97.1     | 93.3  | 99.5   |
| Part des ménages sédentaires disposant de l'eau courante (%)                           | 92.5     | 82.2  | 99.2   |
| Part des ménages sédentaires disposant de l'électricité (%)                            | 95.8     | 91.8  | 98.4   |
| Part des ménages sédentaires locataires (%)                                            | 18.1     | 3     | 28     |
| Part des ménages sédentaires propriétaires (%)                                         | 70.2     | 84.4  | 60.9   |
| Part des ménages sédentaires raccordés au réseau public d'assainissement (%)           | 60.7     | 8.2   | 94.9   |
| Part des ménages sédentaires vivant dans un appartement (%)                            | 0.8      | 0     | 1.4    |
| Part des ménages sédentaires vivant dans un logement de 10-19 ans (%)                  | 27.1     | 31.6  | 24.2   |
| Part des ménages sédentaires vivant dans un logement de 20-49 ans (%)                  | 16.9     | 25.4  | 11.4   |
| Part des ménages sédentaires vivant dans un logement de 50 ans ou plus (%)             | 10.3     | 23.8  | 1.4    |
| Part des ménages sédentaires vivant dans un logement de moins de 10 ans (%)            | 45.7     | 19.1  | 63.1   |
| Part des ménages sédentaires vivant dans un logement rural (%)                         | 32.2     | 78.8  | 1.7    |
| Part des ménages sédentaires vivant dans une maison marocaine (%)                      | 66.3     | 20.7  | 96     |
| Part des ménages sédentaires vivant dans une maison sommaire ou dans un bidonville (%) | 0.1      | 0.1   | 0.1    |
| Part des ménages sédentaires vivant dans une villa ou un étage de villa (%)            | 0.1      | 0.1   | 0      |
| Taille moyenne des ménages                                                             | 3.9      | 4.1   | 3.8    |

| Zone                                                              | Drâa-Tafilalet -> Midelt -> Zaida | Drâa-Tafilalet -> Midelt -> Zaida | Drâa-Tafilalet -> Midelt -> Zaida | Drâa-Tafilalet -> Midelt -> Zaida | Drâa-Tafilalet -> Midelt -> Zaida | Drâa-Tafilalet -> Midelt -> Zaida | Drâa-Tafilalet -> Midelt -> Zaida | Drâa-Tafilalet -> Midelt -> Zaida | Drâa-Tafilalet -> Midelt -> Zaida |
| Milieu                                                            | Ensemble                          | Ensemble                          | Ensemble                          | Rural                             | Rural                             | Rural                             | Urbain                            | Urbain                            | Urbain                            |
| Sexe                                                              | Ensemble                          | Féminin                           | Masculin                          | Ensemble                          | Féminin                           | Masculin                          | Ensemble                          | Féminin                           | Masculin                          |
| Part de la population dont la langue maternelle est l'amazigh (%) | 57                                | 57.3                              | 56.7                              | 86.9                              | 86.3                              | 87.5                              | 36.1                              | 37.5                              | 34.6                              |
| Part de la population dont la langue maternelle est l'arabe (%)   | 42.9                              | 42.7                              | 43.2                              | 13                                | 13.6                              | 12.4                              | 63.9                              | 62.5                              | 65.4                              |

Langue maternelle Ensemble
- Amazigh (57 %)
- Arabe (43 %)

Langue maternelle Rural
- Amazigh (87 %)
- Arabe (13 %)

Langue maternelle Urbain
- Amazigh (36 %)
- Arabe (64 %)

| Ensemble | Rural | Urbain |
| -------- | ----- | ------ |
| 27.4     | 28.7  | 26.5   |
| 2.5      | 1.0   | 3.5    |
| 18.7     | 17.8  | 19.4   |
| 9.3      | 5.7   | 11.9   |
| 4.9      | 3.2   | 6.1    |
| 37.2     | 43.7  | 32.7   |

Langue maternelle Ensemble
- Etudes primaire (27,4 %)
- Etudes préscolaire (2,5 %)
- Etudes collégial (18,7 %)
- Etudes qualifiant (9,3 %)
- Etudes supérieur (4,9 %)
- Pas d'étude (37,2 %)

Langue maternelle Rural
- Etudes primaire (28,7 %)
- Etudes préscolaire (1,0 %)
- Etudes collégial (17,8 %)
- Etudes qualifiant (5,7 %)
- Etudes supérieur (3,2 %)
- Pas d'étude (43,7 %)

Langue maternelle Urbain
- Etudes primaire (26,5 %)
- Etudes préscolaire (3,5 %)
- Etudes collégial (19,4 %)
- Etudes qualifiant (11,9 %)
- Etudes supérieur (6,1 %)
- Pas d'étude (32,7 %)

## Histoire
Zaïda est une ville relativement nouvelle, située au croisement de deux routes nationales (RN 13 et RN 33), elle est traversée également par la fameuse rivière Moulouya. Sa création correspond à l’installation des sociétés d’exploitation minérale au XXe siècle. Avant l'arrivée de ces sociétés, cette ville était un ensemble des tribus amazighs (Ait Ala Omimoun, Ait Ouloussan, Ait Ighrbin, Ait Ghyat...).

## Culture de la pomme
Depuis longtemps, ce village s'est fait connaître pour ses cultures de pommes. Au début de son exploitation commerciale, la marque principale s'appelait Baldi. Avec l'émergence de l'agriculture au Maroc, de nouvelles variétés de pommes sont importées, qui donnent de bons résultats aussi bien que dans leurs pays d'origine. Désormais, ce sont plusieurs dizaines de variétés de pommes qui sont produites, parmi lesquelles la Gala Royale, la Gala Mondiale, la Delicious, la Golden, la Star, la Terbana, la Bouzgoudou, la Zirzima, la Hana et la Baldi.

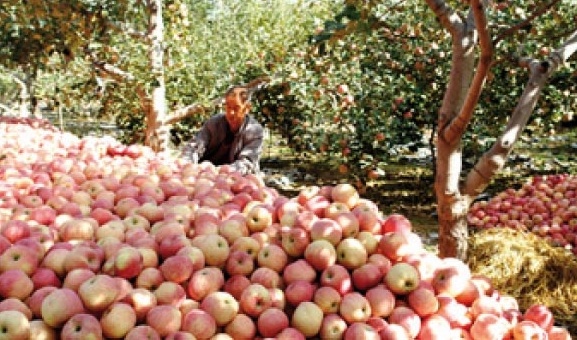
Gala Royale

## Zaida: une escale pour les voyageurs
Zaida est située sur la route nationale N13, à l'intersection avec la route nationale N29. On l'appelle "la porte du Sahara" car les voyageurs en direction du Sahara passent par cette ville, en particulier les touristes qui visitent Merzouga et la région du Tafilalet.
Grâce à cette situation géographique, Zaida est devenue une étape incontournable où les conducteurs et les voyageurs s'arrêtent pour faire une pause. On y trouve notamment des commerces tels que des étals de fruits, de fruits secs, ainsi que des restaurants servant des grillades.

## Autres villes qui s'appelle Zaida dans le monde
| Non de la ville | Pays     | Autre nom | Lien vers la ville (Wikipédia ou autre) | Lien vers la ville (Wikipédia ou autre) |
| --------------- | -------- | --------- | --------------------------------------- | --------------------------------------- |
| Zaida           | Pakistan | زیدہ      | Zaida (Pakistan)                        | Lien MAPS                               |
| La Zaida        | Espagne  |           | La Zaida                                | Lien MAPS                               |

## Climat de Zaida
| Mois                                | jan. | fév. | mars | avril | mai  | juin | jui. | août | sep. | oct. | nov. | déc. |
| ----------------------------------- | ---- | ---- | ---- | ----- | ---- | ---- | ---- | ---- | ---- | ---- | ---- | ---- |
| Température minimale moyenne (°C)   | −1,7 | −0,5 | 2    | 4,9   | 8,6  | 12,9 | 16,5 | 16,2 | 12,2 | 8,2  | 2,5  | −0,4 |
| Température moyenne (°C)            | 3,5  | 5    | 8,3  | 11,6  | 15,4 | 20,6 | 24,6 | 23,8 | 18,8 | 14,2 | 7,8  | 4,7  |
| Température maximale moyenne (°C)   | 10,1 | 11,6 | 15,3 | 18,5  | 22,5 | 28,3 | 32,6 | 31,6 | 26,1 | 21   | 14,1 | 11,3 |
| Ensoleillement (h)                  | 7,6  | 8,1  | 9    | 9,7   | 10,8 | 12,4 | 12,6 | 11,9 | 10,5 | 9    | 7,6  | 7,4  |
| Précipitations (mm)                 | 37   | 36   | 42   | 46    | 44   | 23   | 12   | 18   | 36   | 34   | 38   | 34   |
| Nombre de jours avec précipitations | 4    | 5    | 6    | 7     | 6    | 4    | 3    | 4    | 5    | 4    | 5    | 4    |
| Humidité relative (%)               | 63   | 61   | 56   | 53    | 48   | 38   | 31   | 33   | 46   | 54   | 63   | 66   |

| Diagramme climatique                                  |            |         |           |           |            |            |            |            |         |           |            |
| J                                                     | F          | M       | A         | M         | J          | J          | A          | S          | O       | N         | D          |
| 10,1−1,737                                            | 11,6−0,536 | 15,3242 | 18,54,946 | 22,58,644 | 28,312,923 | 32,616,512 | 31,616,218 | 26,112,236 | 218,234 | 14,12,538 | 11,3−0,434 |
| Moyennes : • Temp. maxi et mini °C • Précipitation mm |            |         |           |           |            |            |            |            |         |           |            |

## Galerie et photos

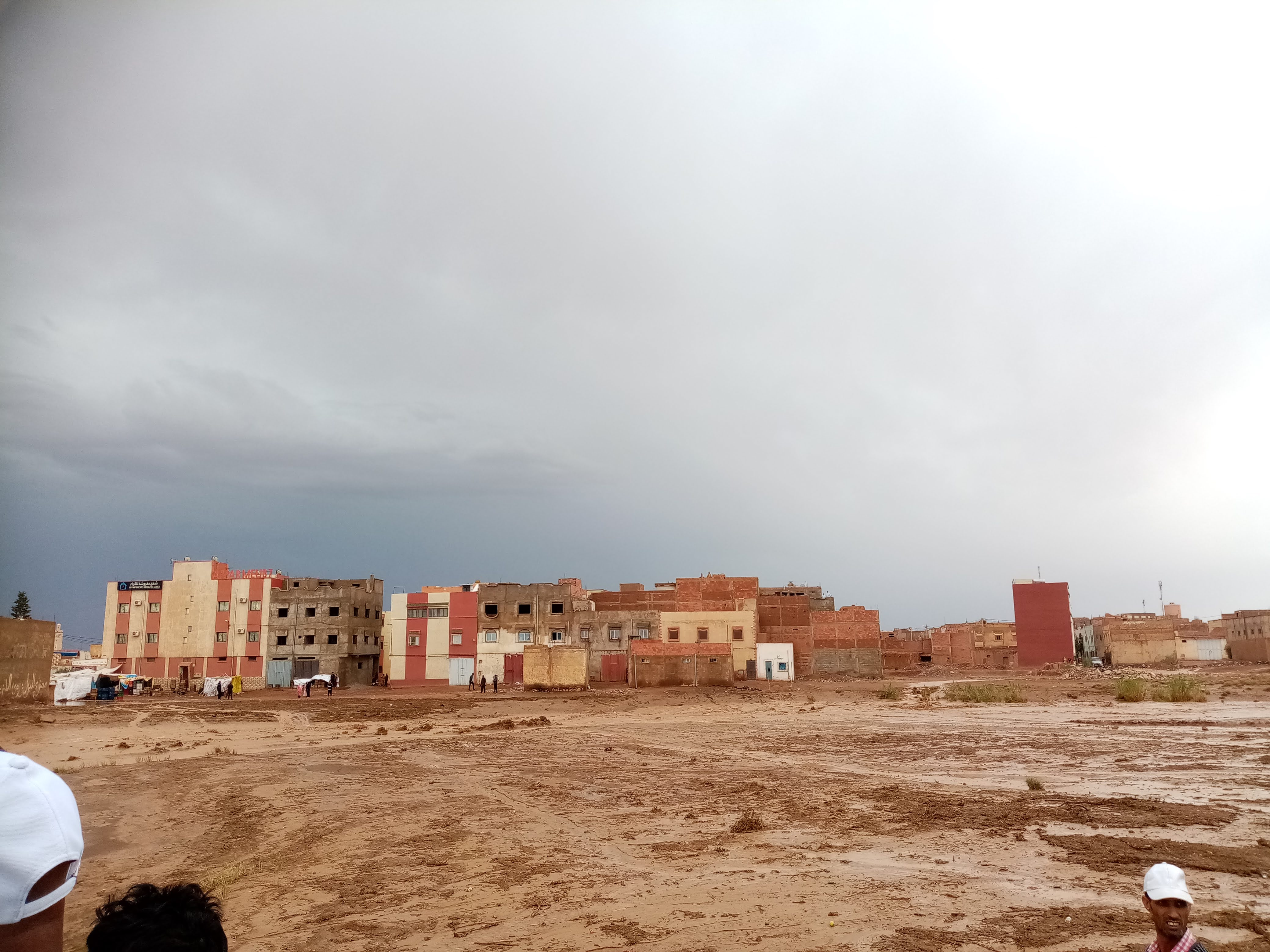
Zaida Bouhafs été 2024
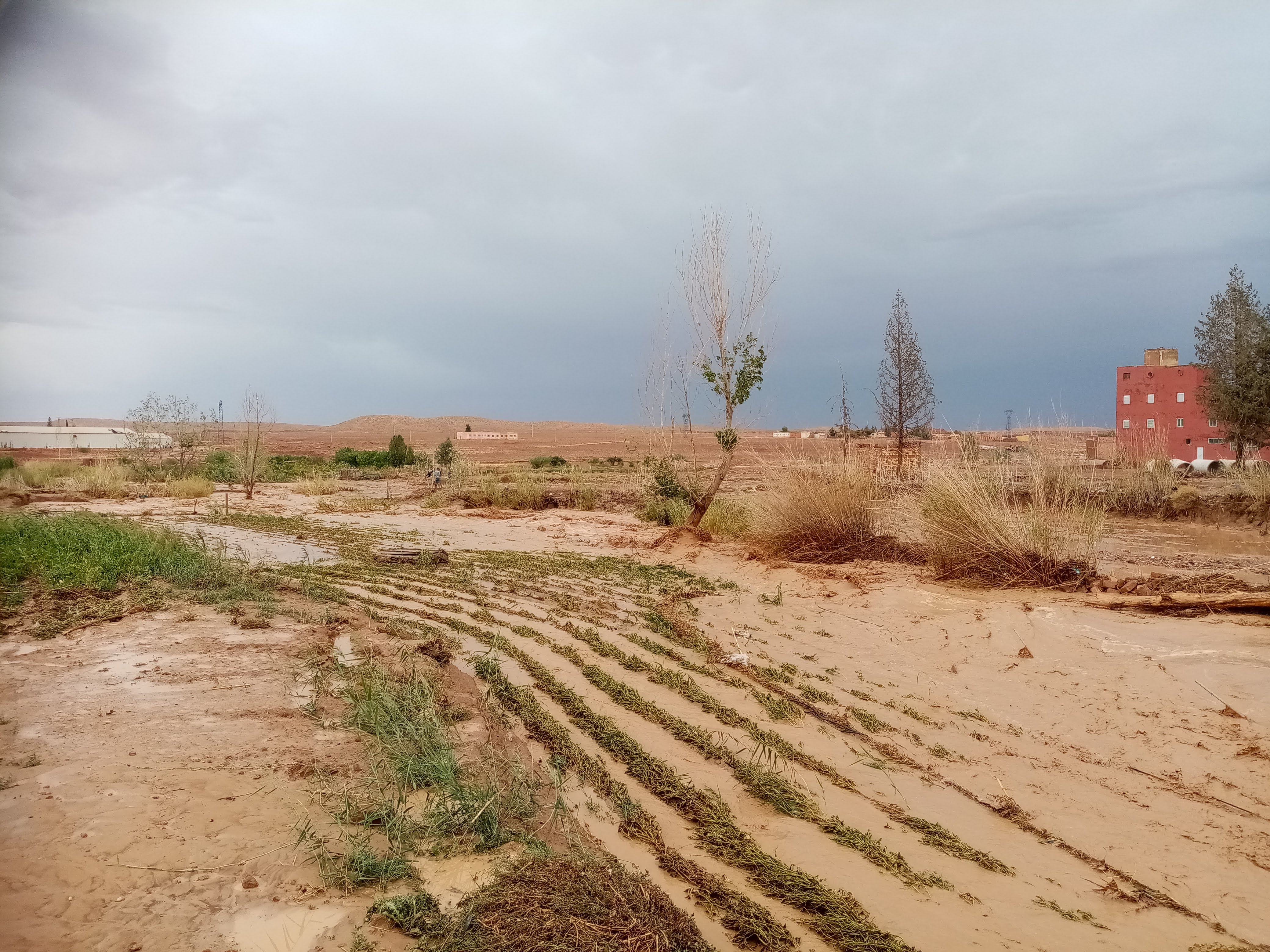
Zaida Bouhafs été 2024
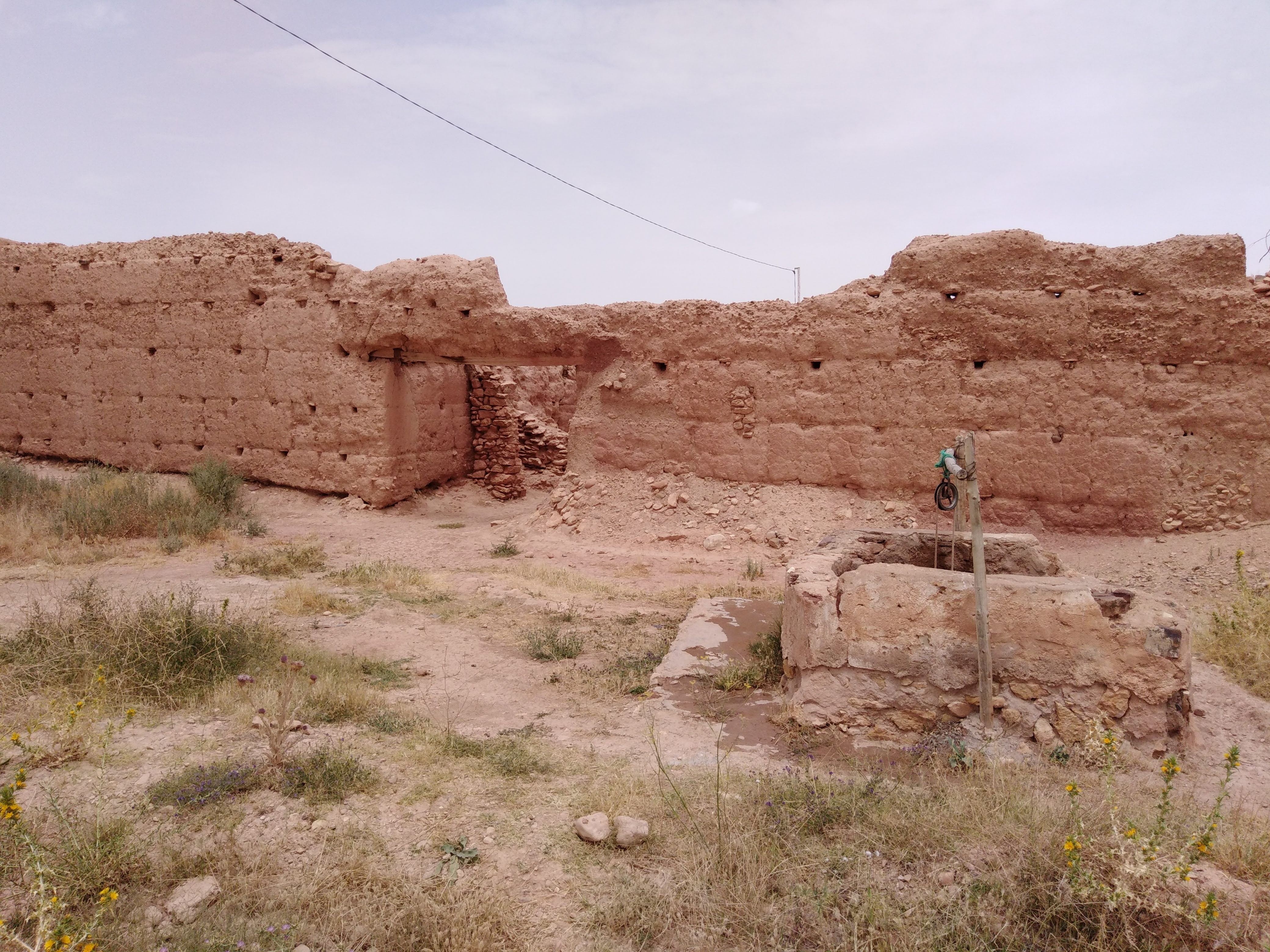
Zaida Douar AIt bnicho
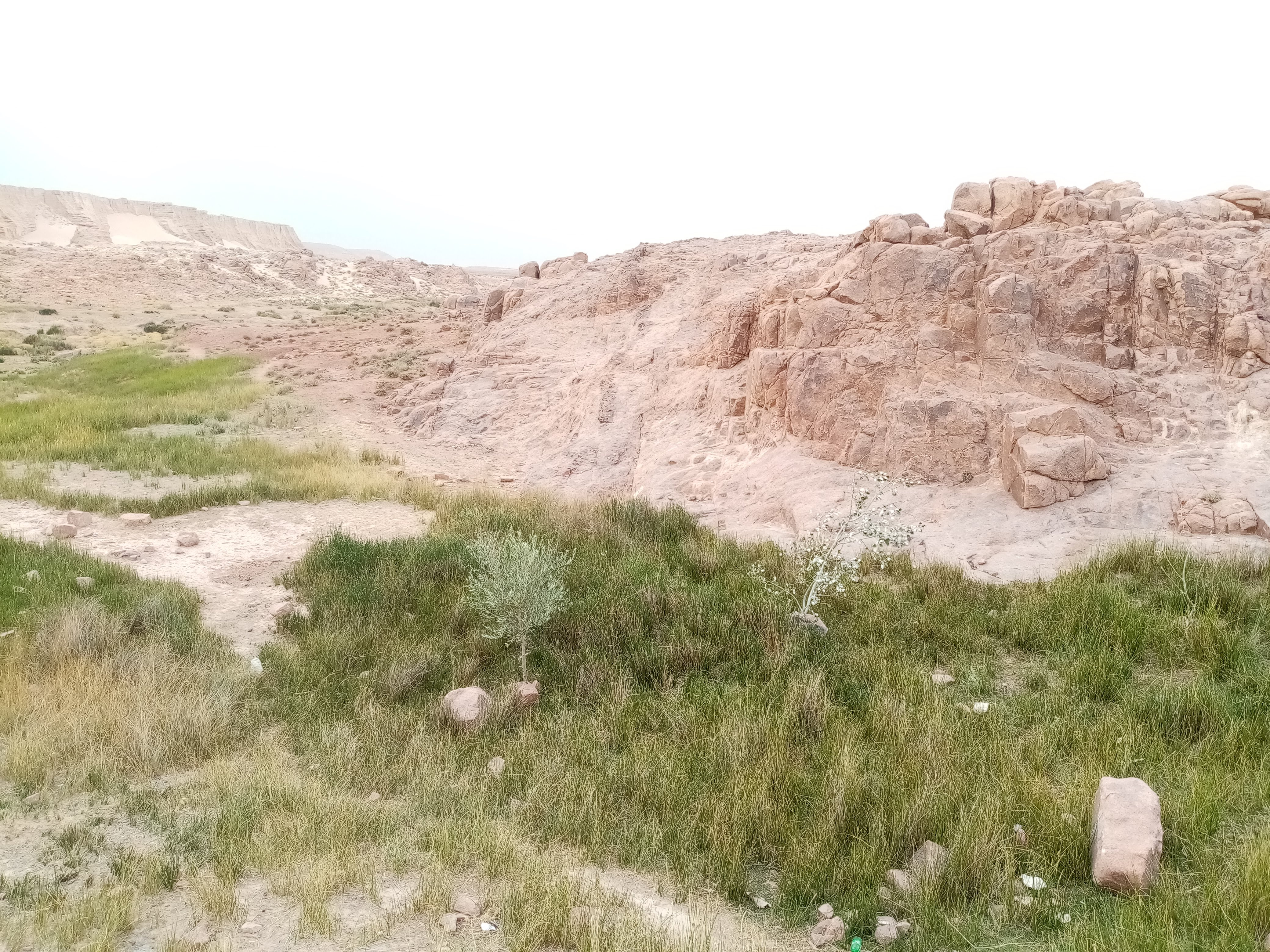
Source d'eau Aouinat tlaia
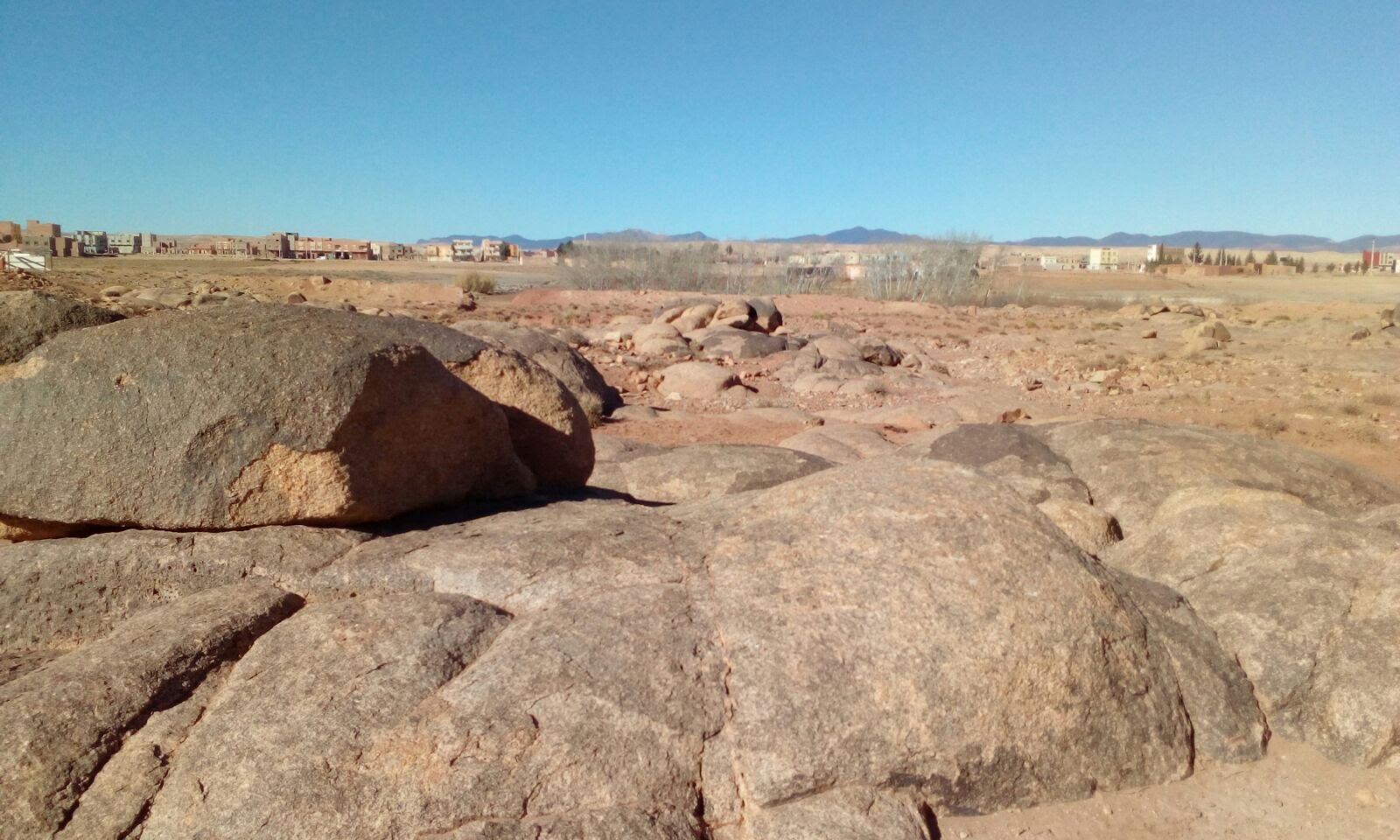
Zaida granite
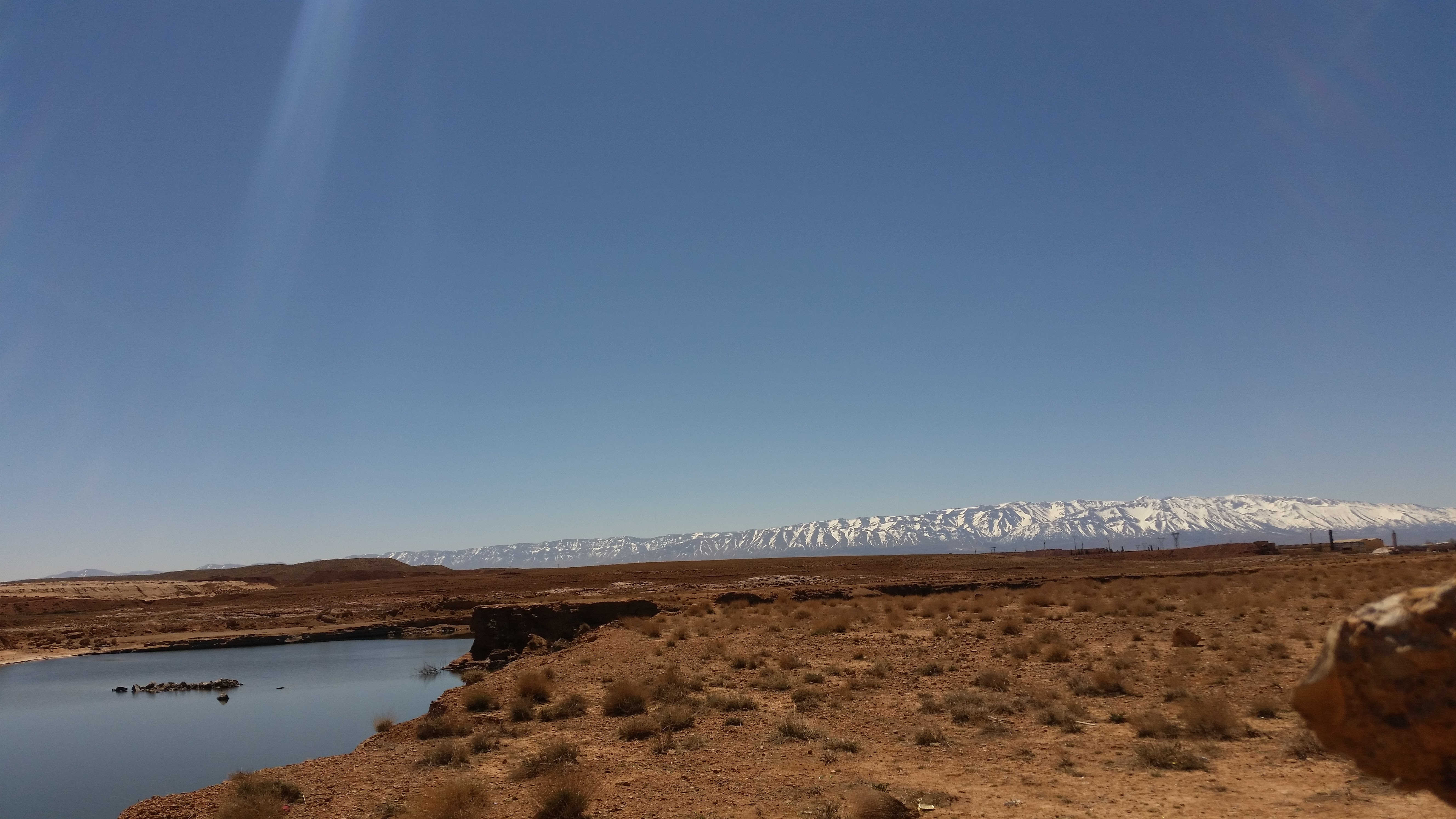
Zaida pano khatouch
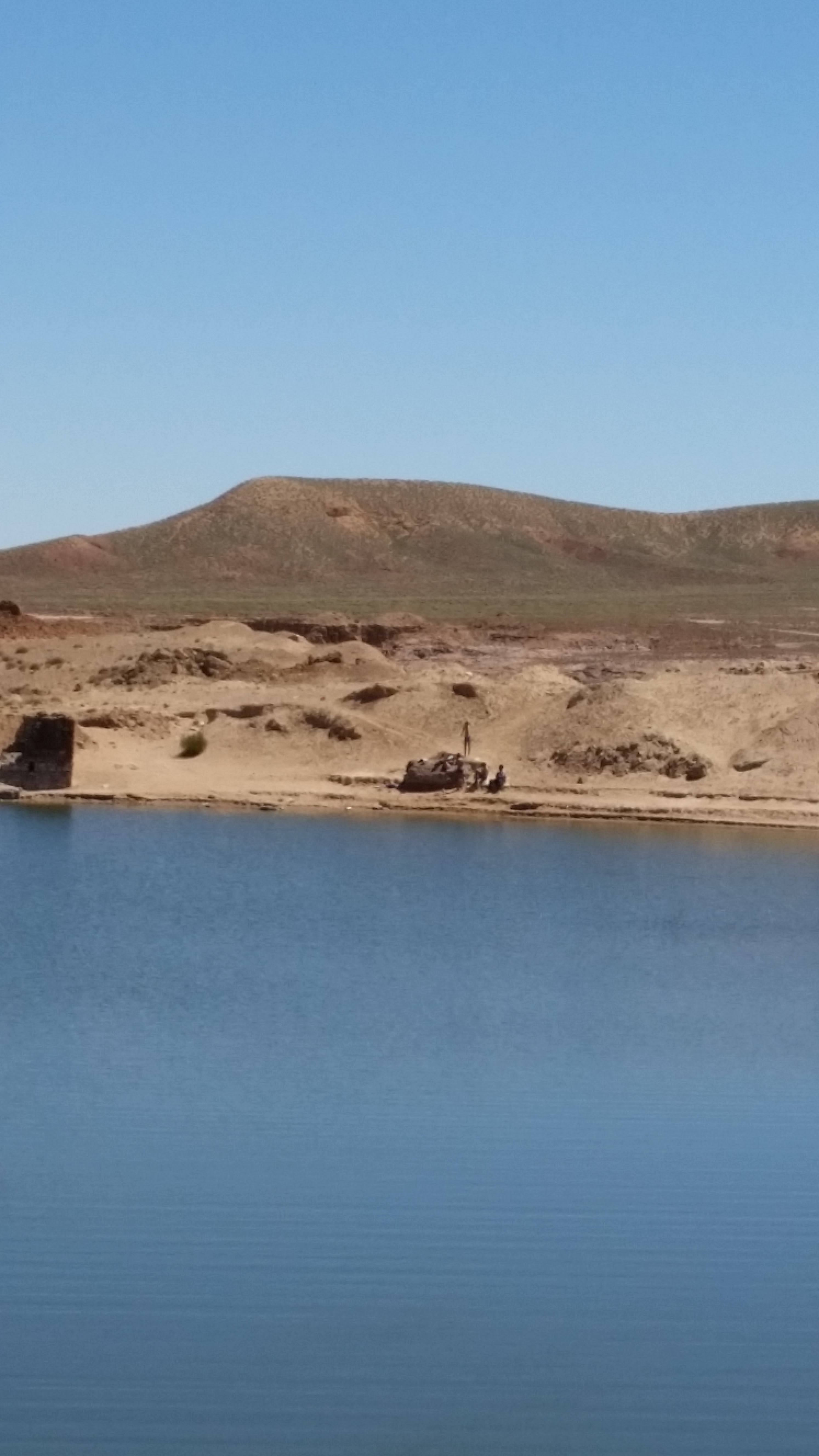
aida pano khatouch vue
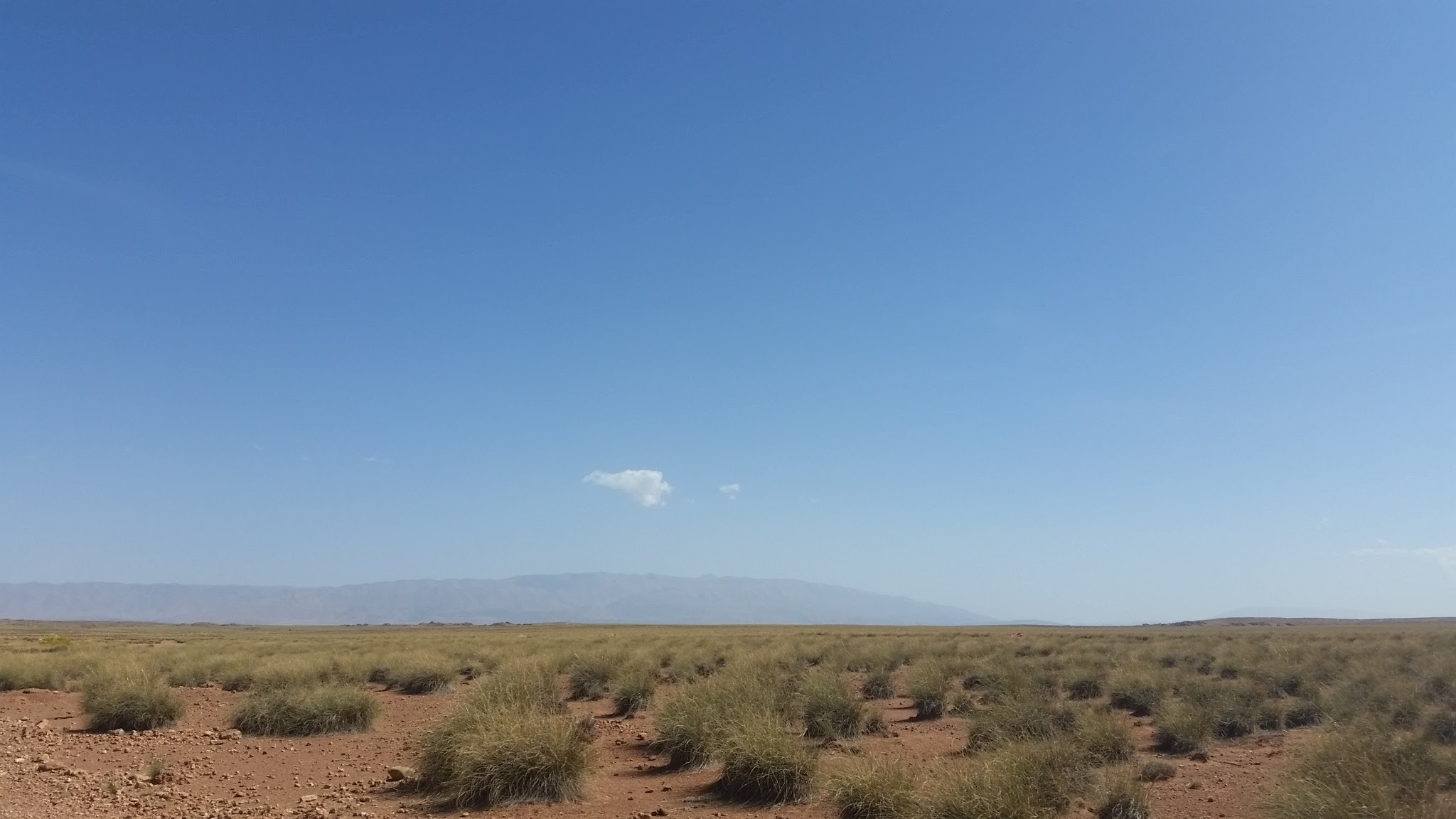
Zaid gadim
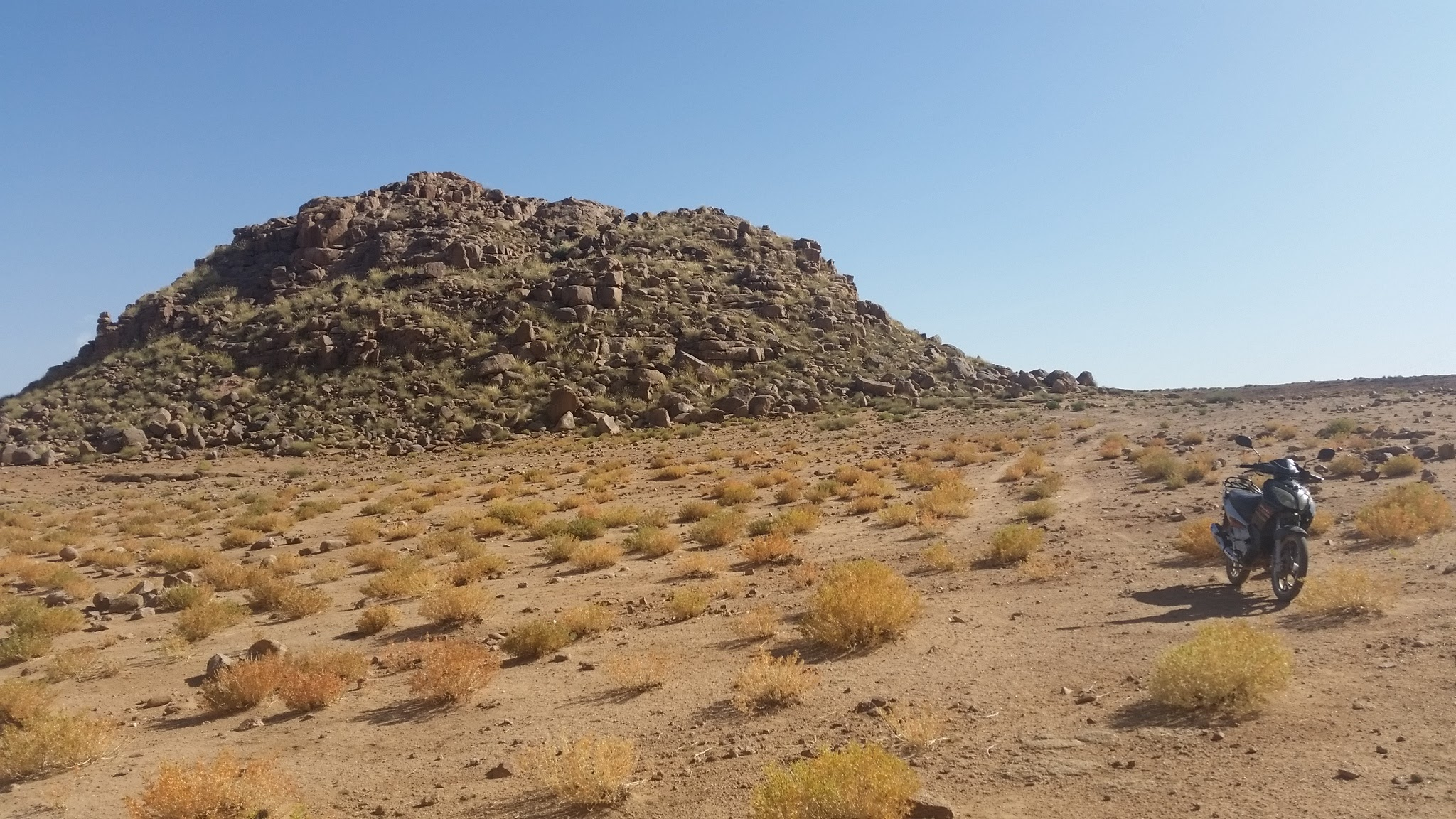
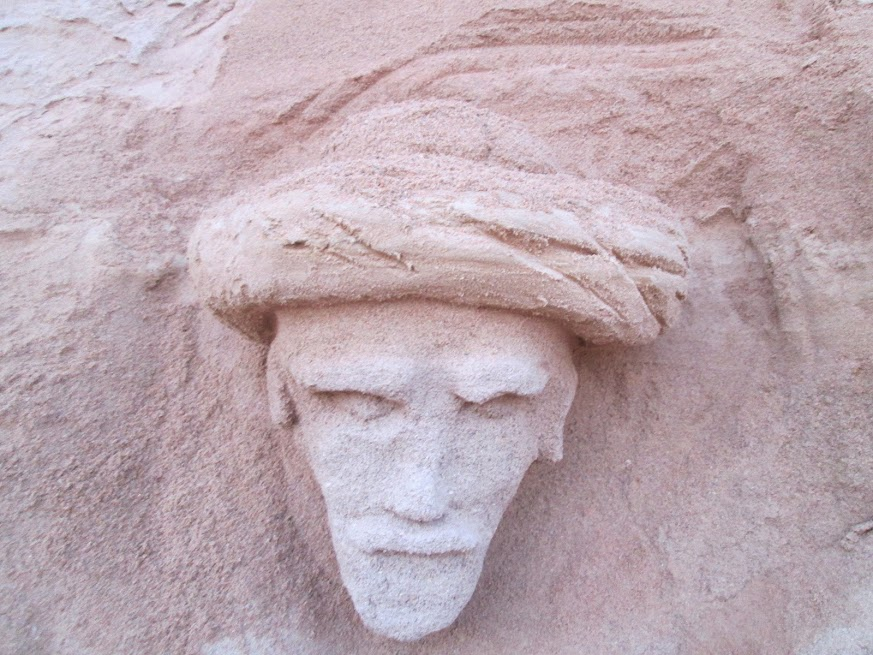
Zaida Statut en sable Adik
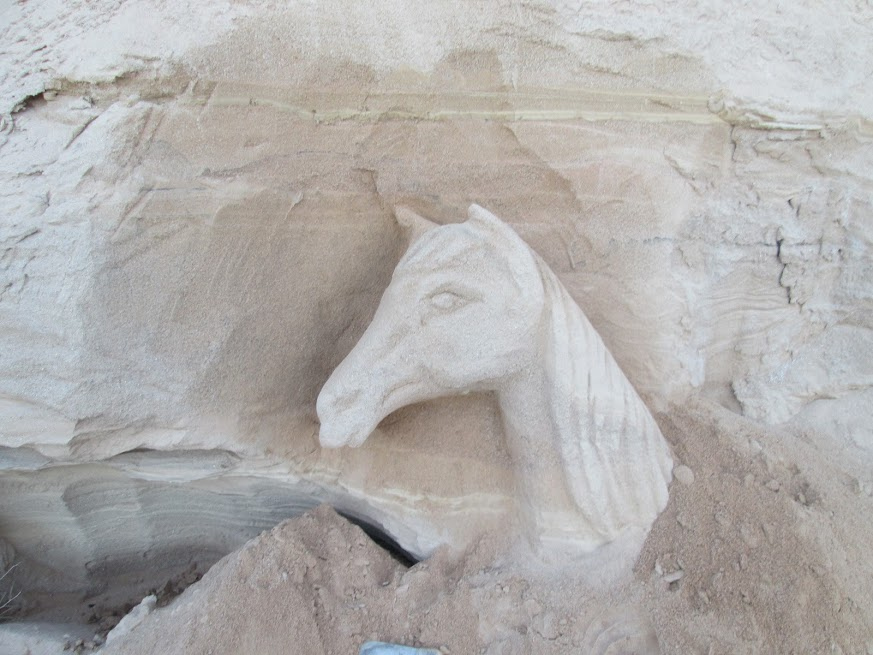
Zaida adik: statue cheval
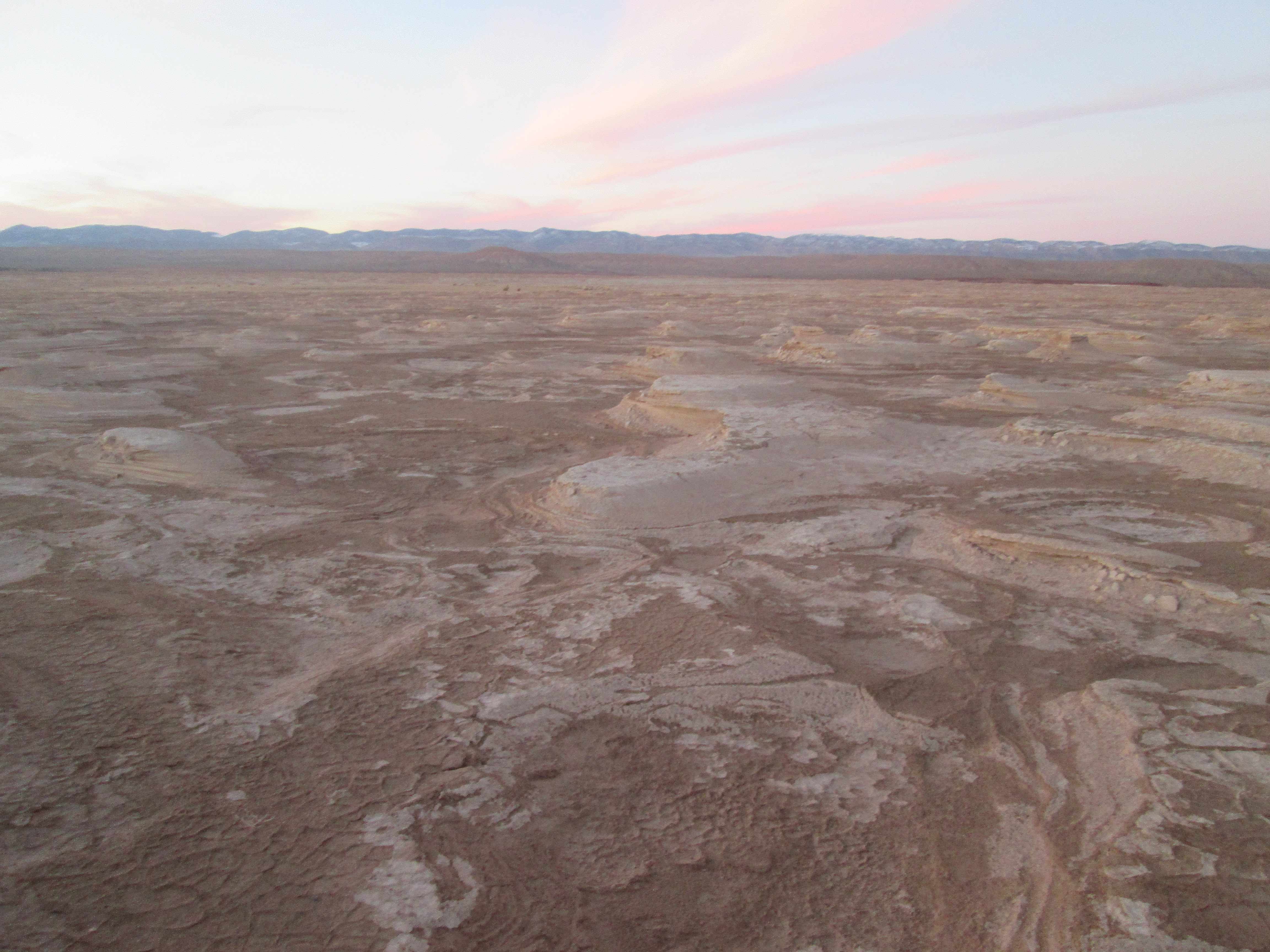
Zaida Adik 1 : sable de l'ancien carrière
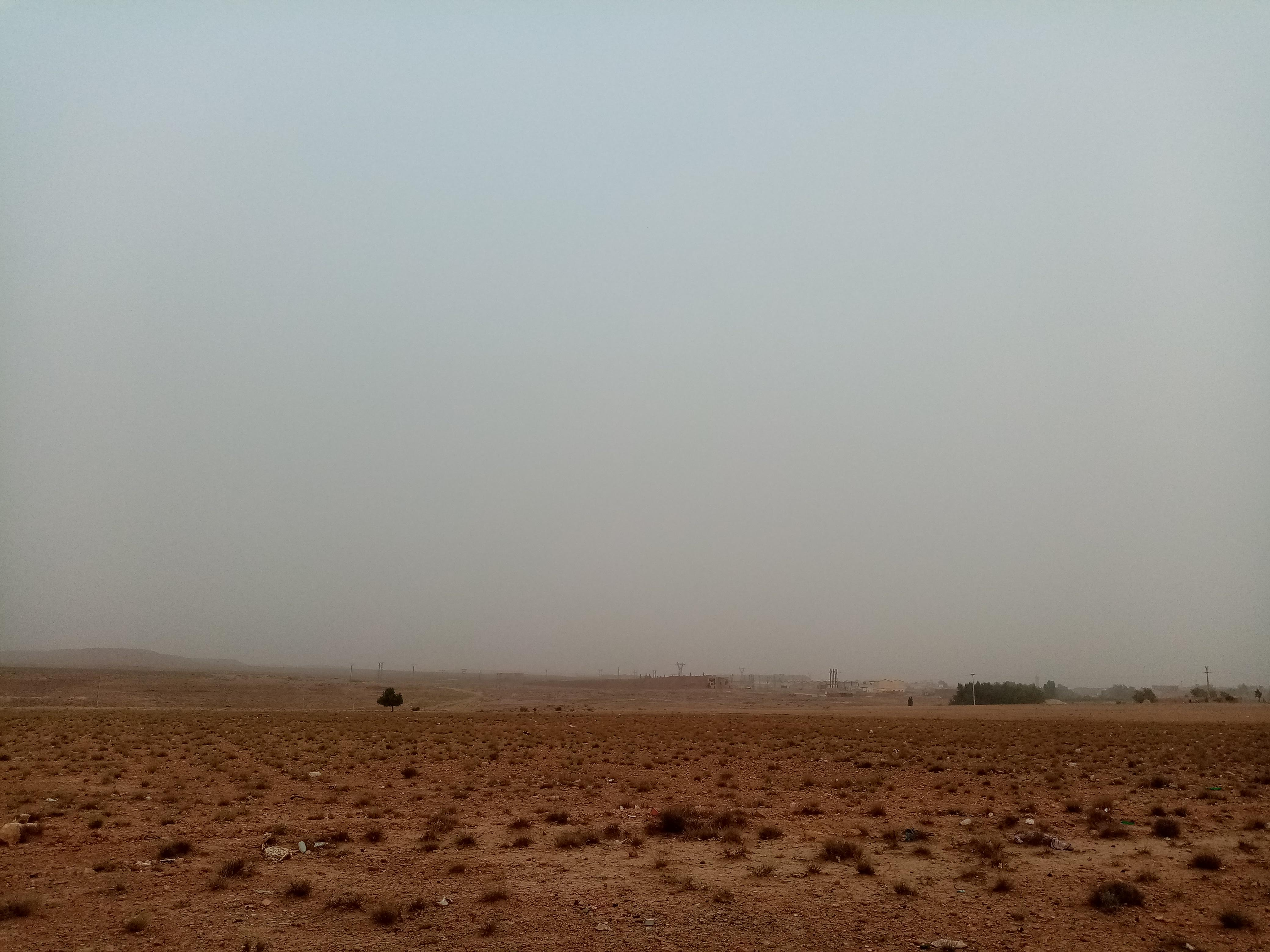
Zaida tempête de sable
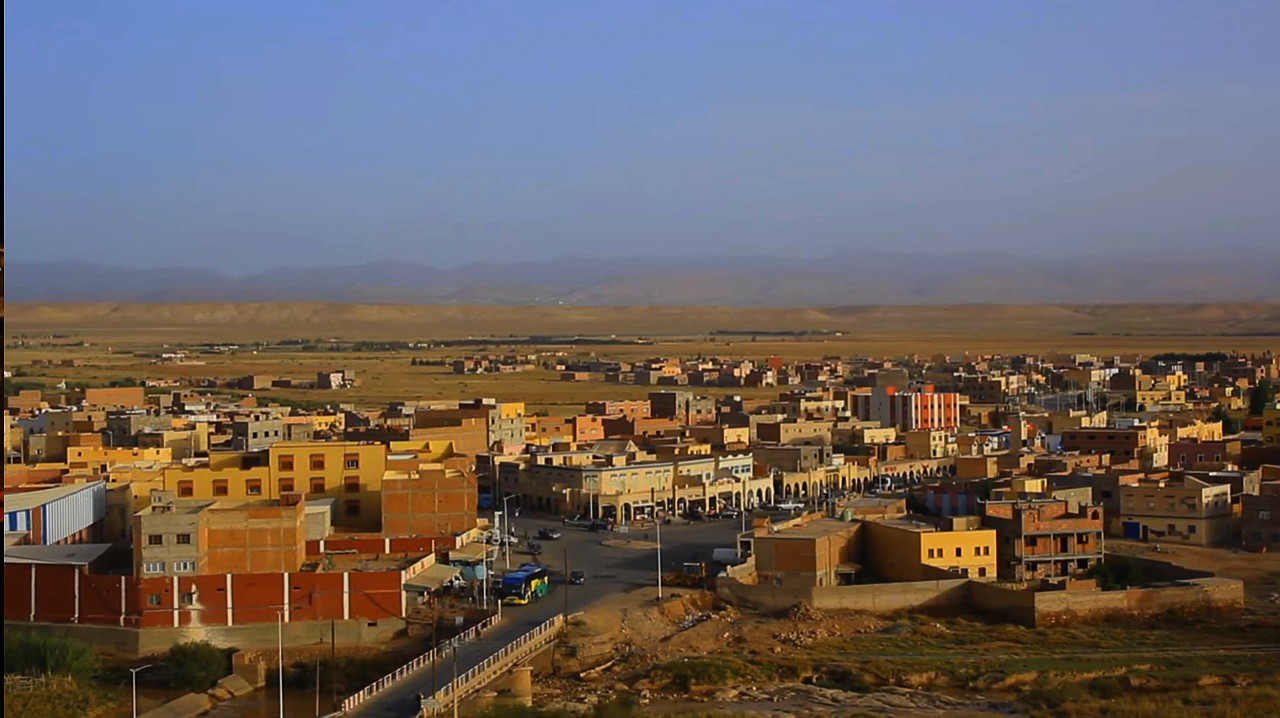
Zaida panoramique.
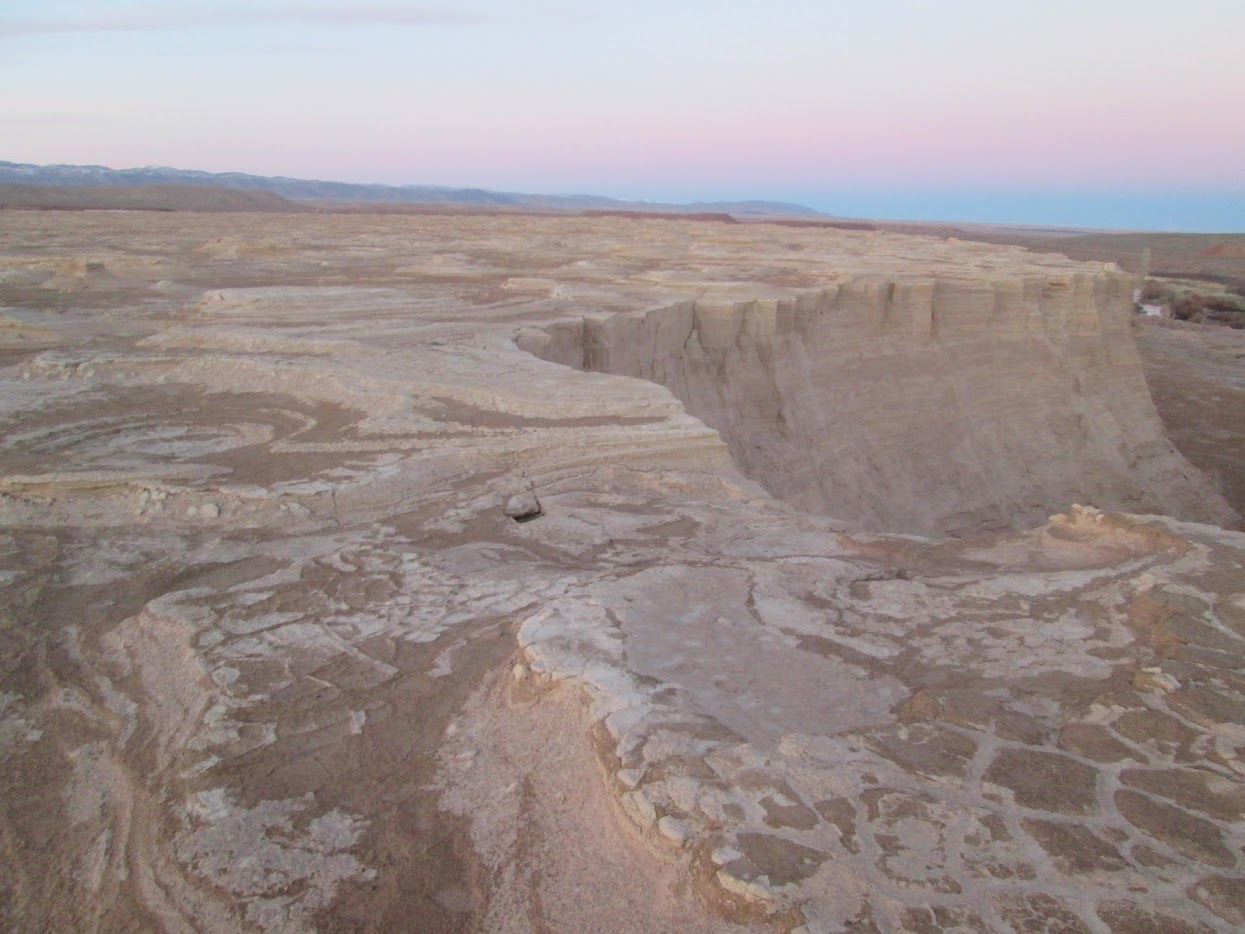
Zaida ADIK sable près du panneau KHATOUCH
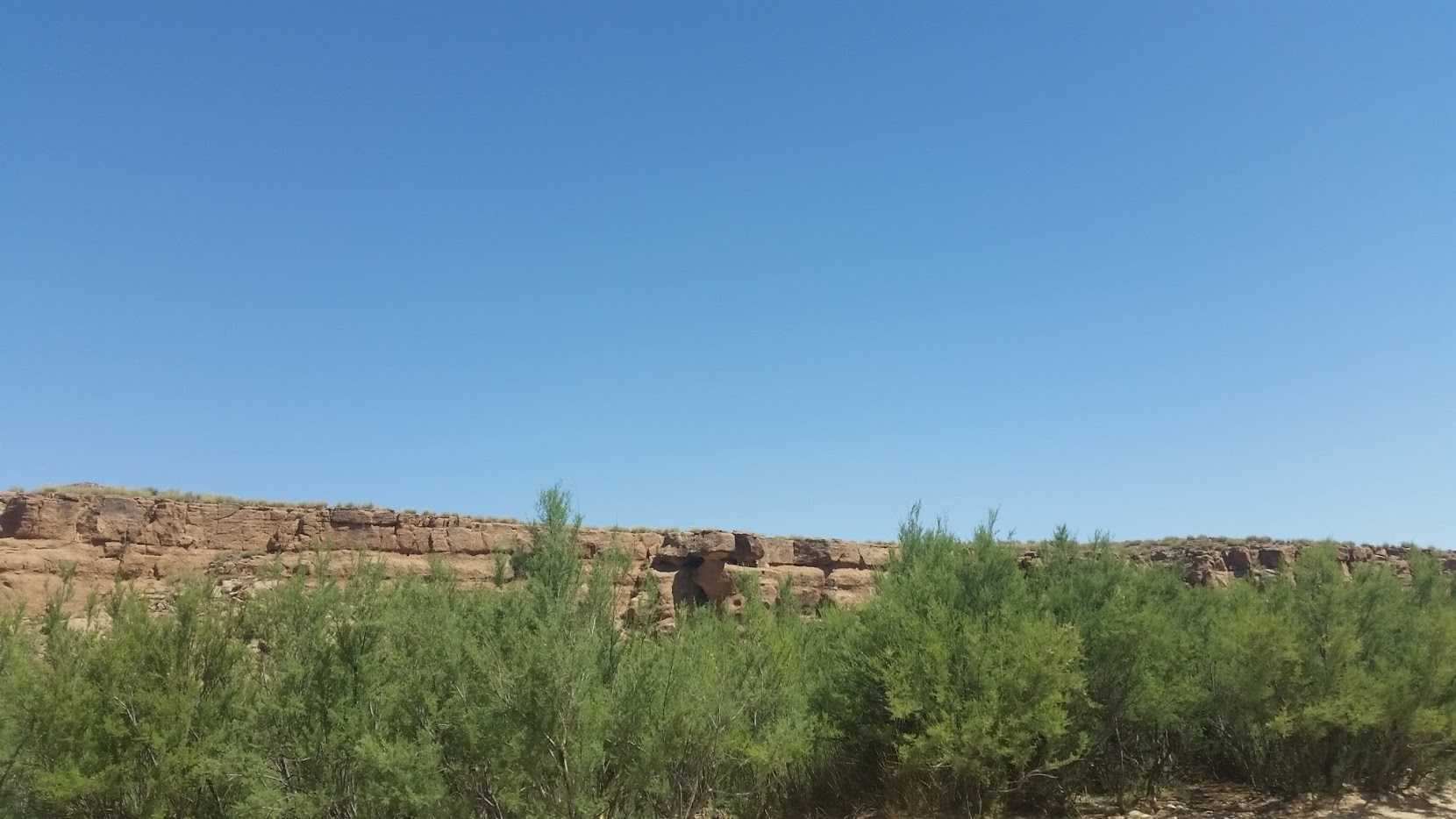
Zaida, Ouad Malouya, Bouydar
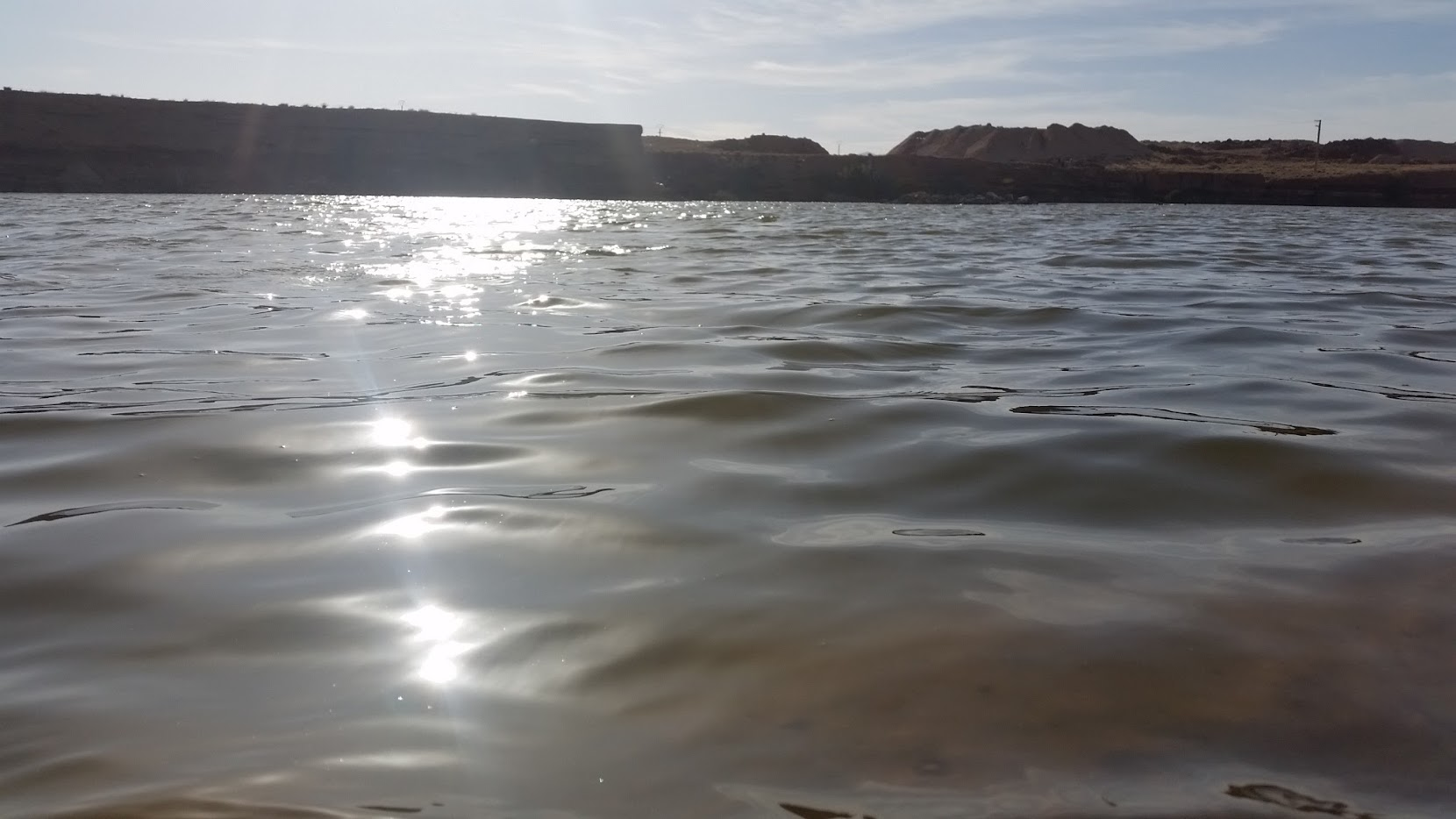
Zaida lac (panneau) KHATOUCH
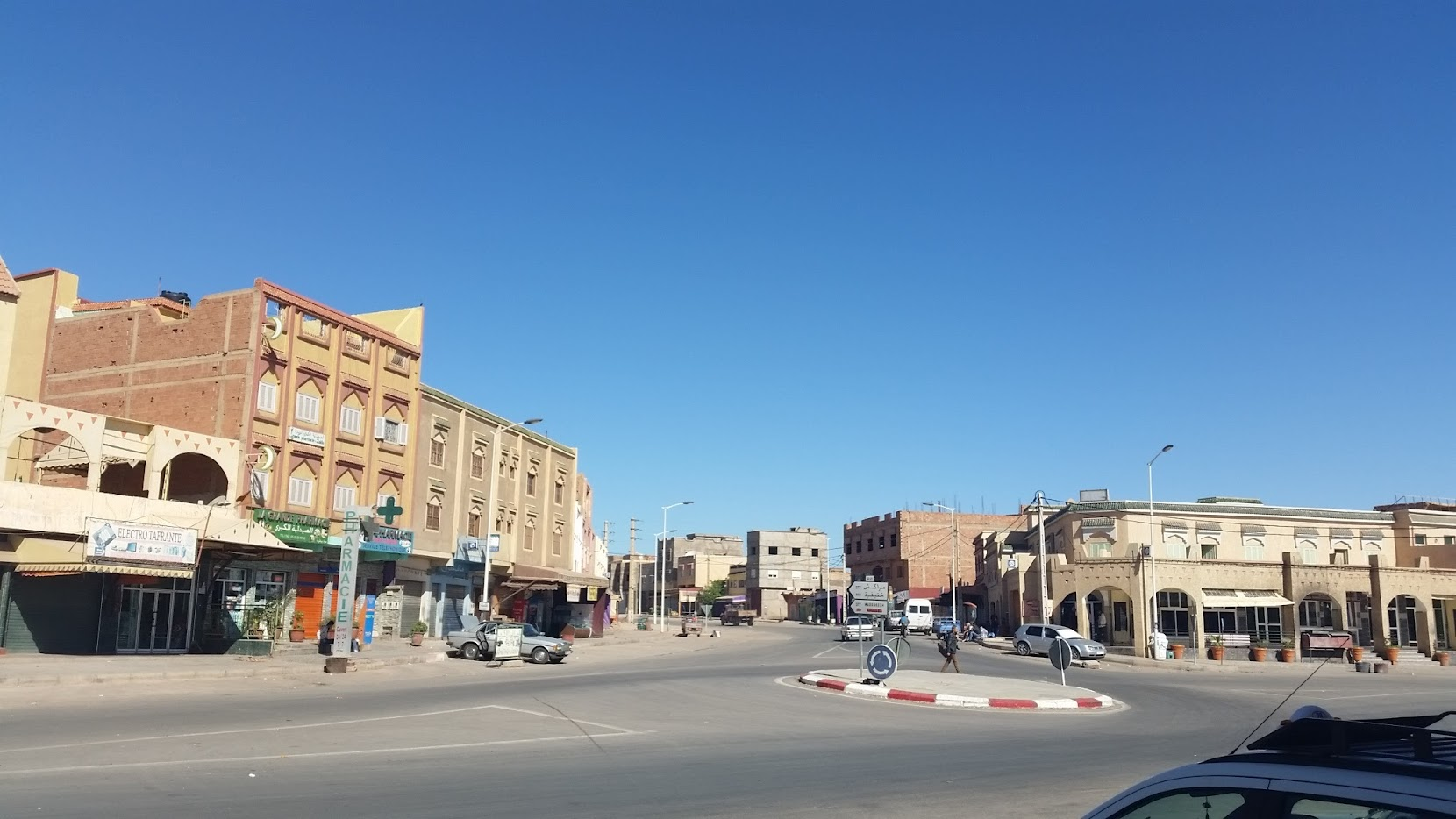
Zaida centre pendant Ramadan vue 1
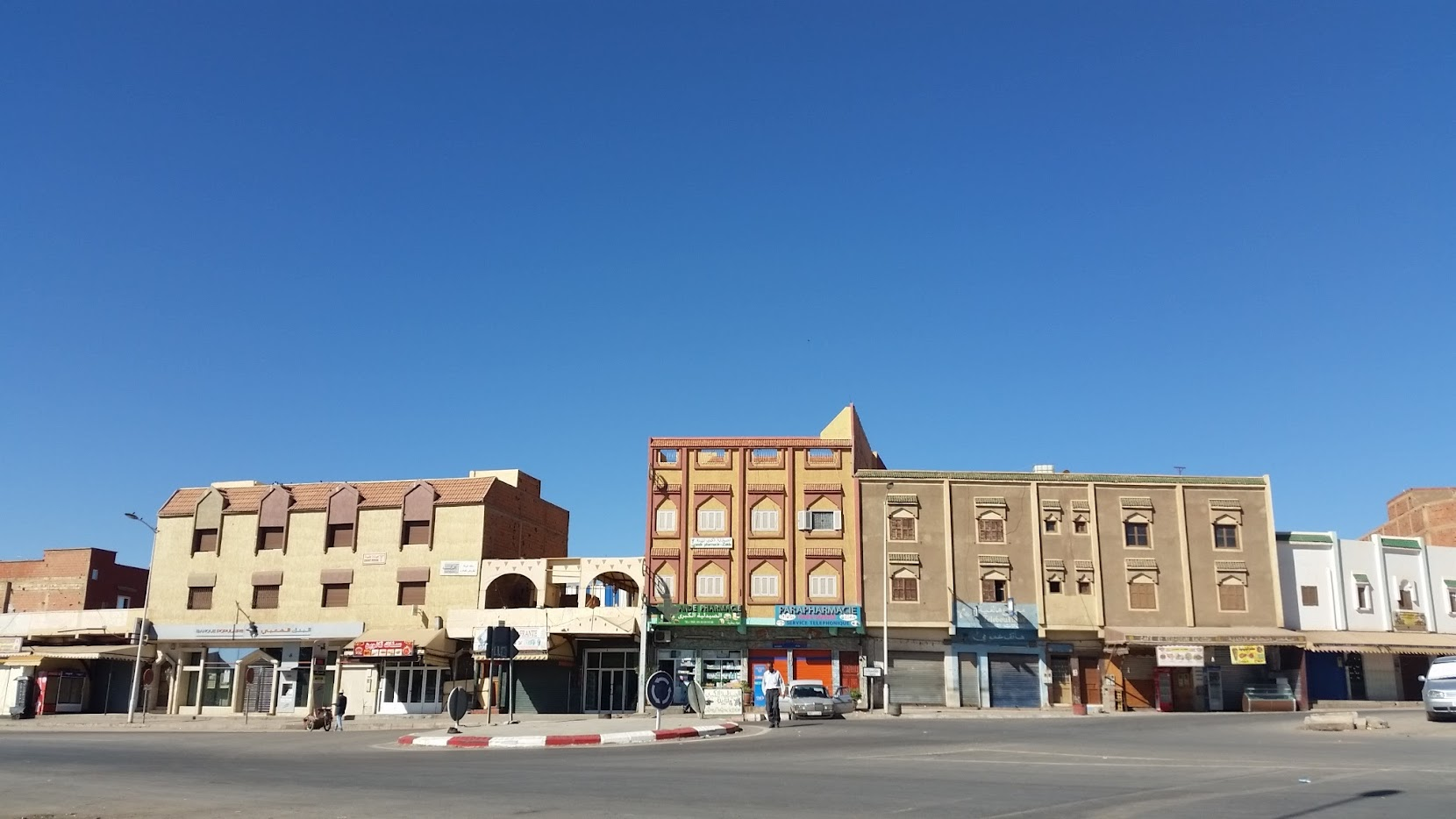
Zaida centre pendant Ramadan vue 2
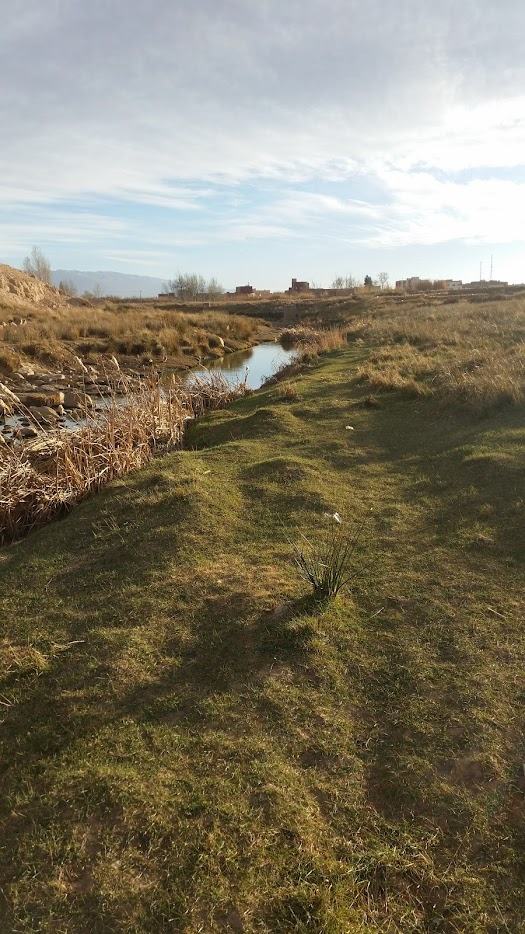
Zaida ouad bouhafs près de l'ancien carrière printemps
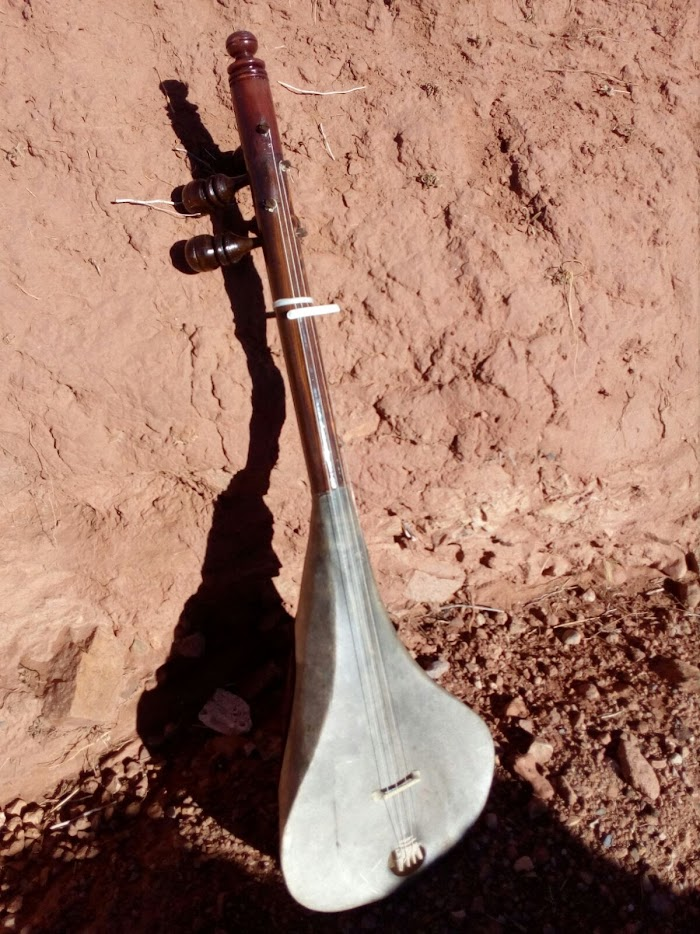
Outar photo pris a zaida un instrument amazigh
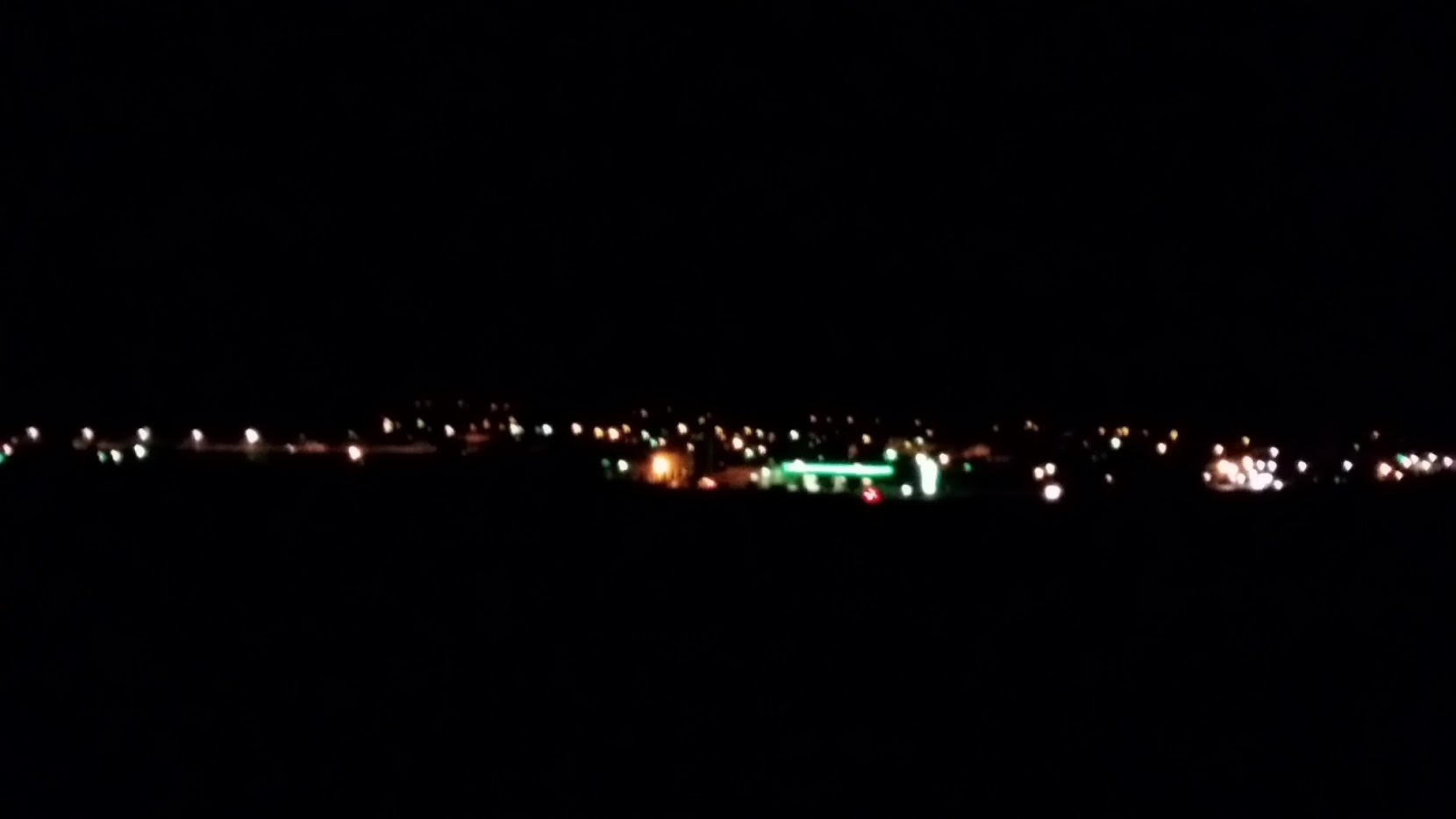
zaida la nuit photo panoramique
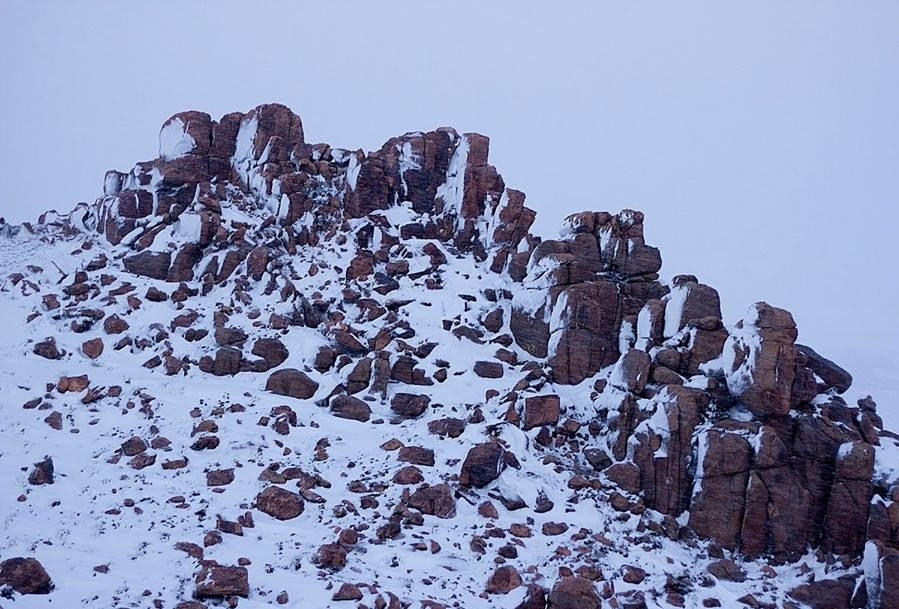
Zaida Neige 2010
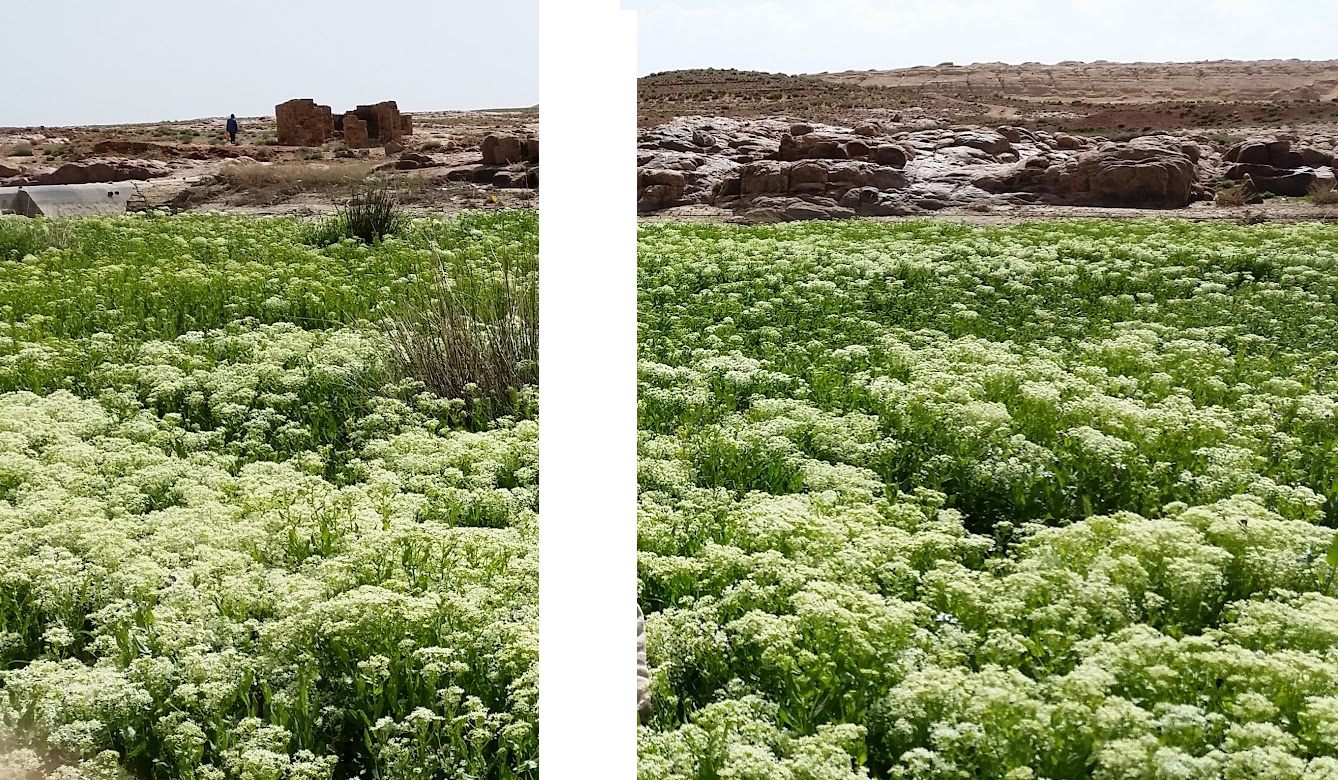
Zaida le petit barrage près de la source Aine rahma 2015
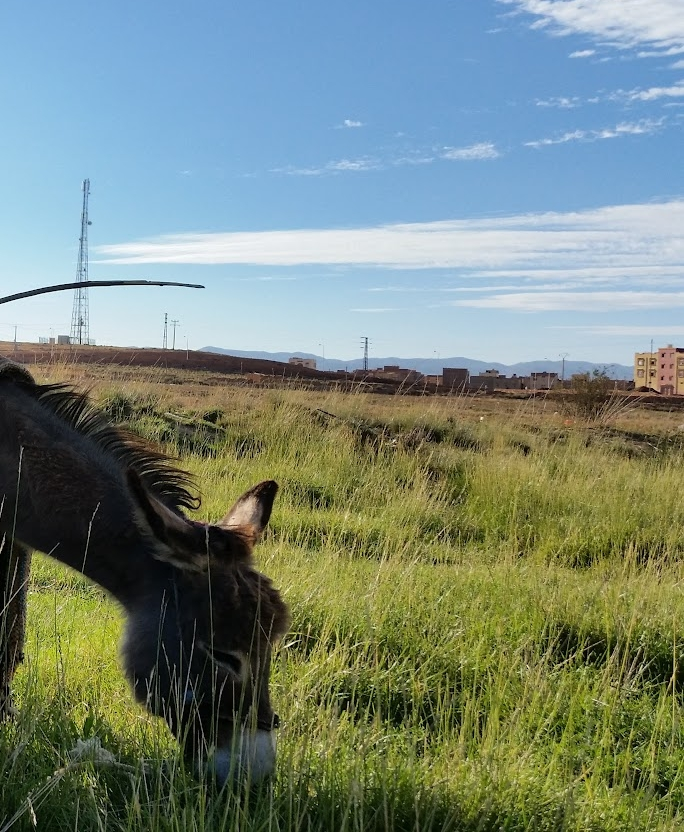
Zaida nature printemps près de la militaire 2014
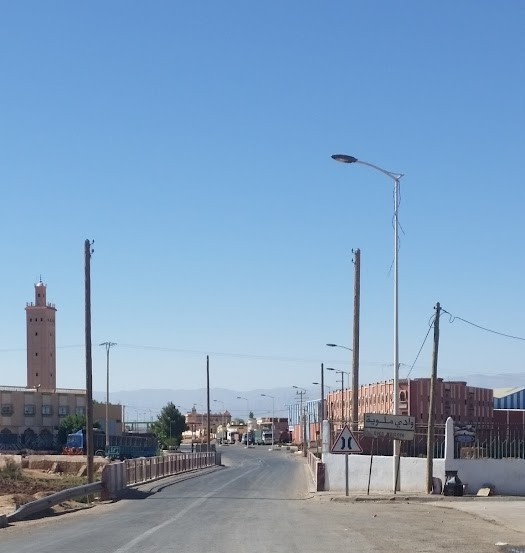
Zaida pont Malouya 2013
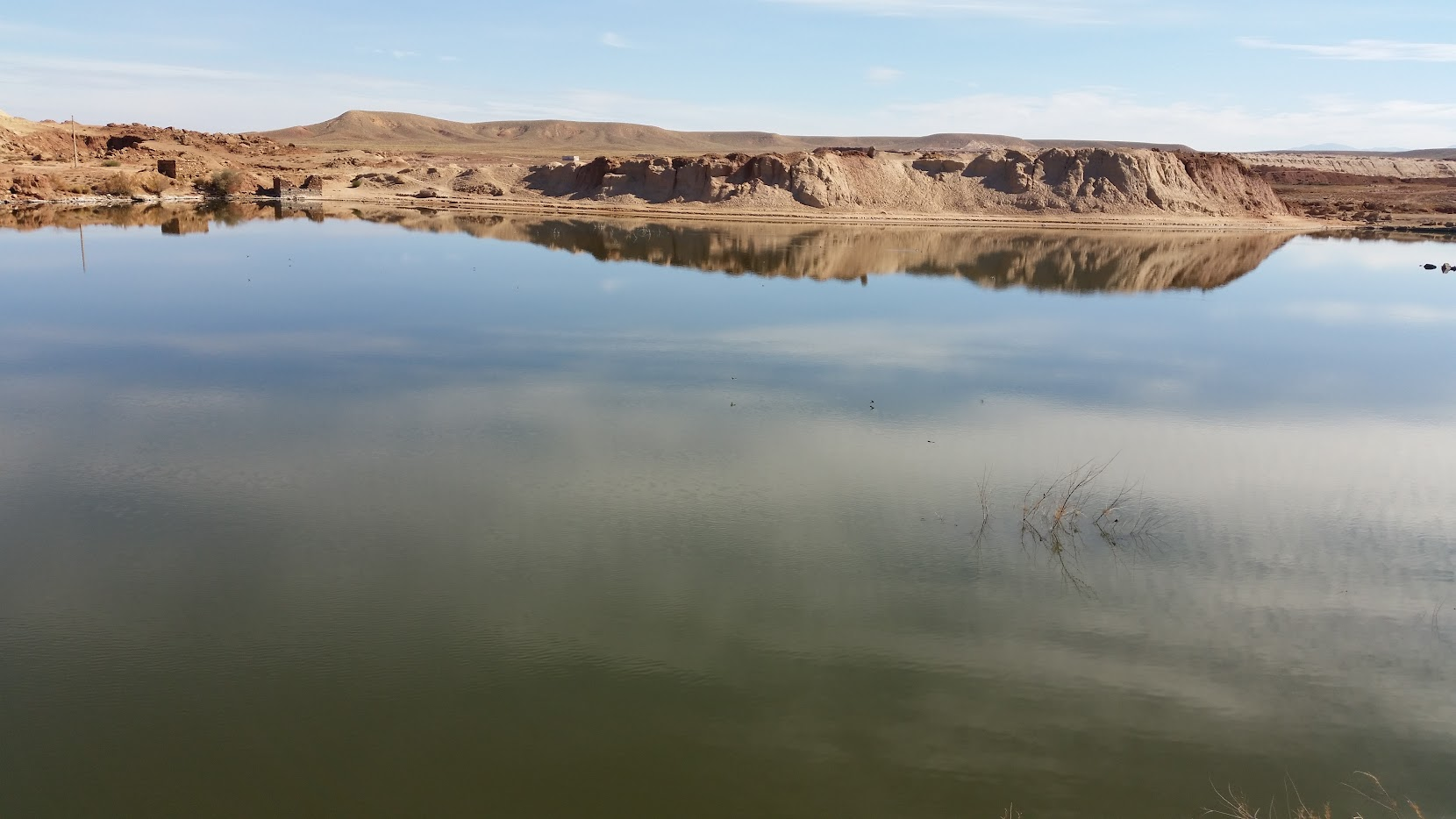
Zaida lac Khatouche 2016
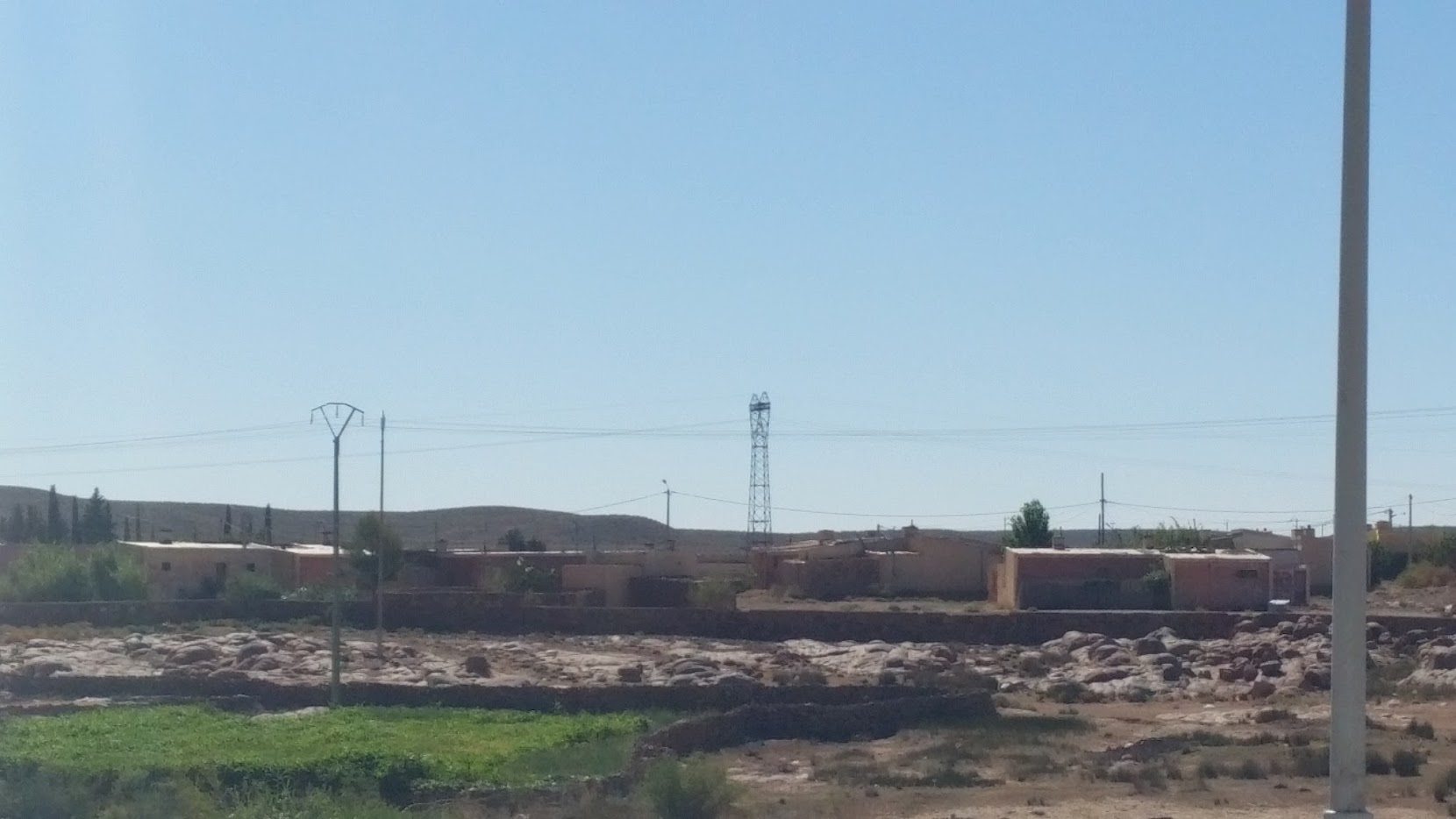
Zaida caserne force auxiliaire
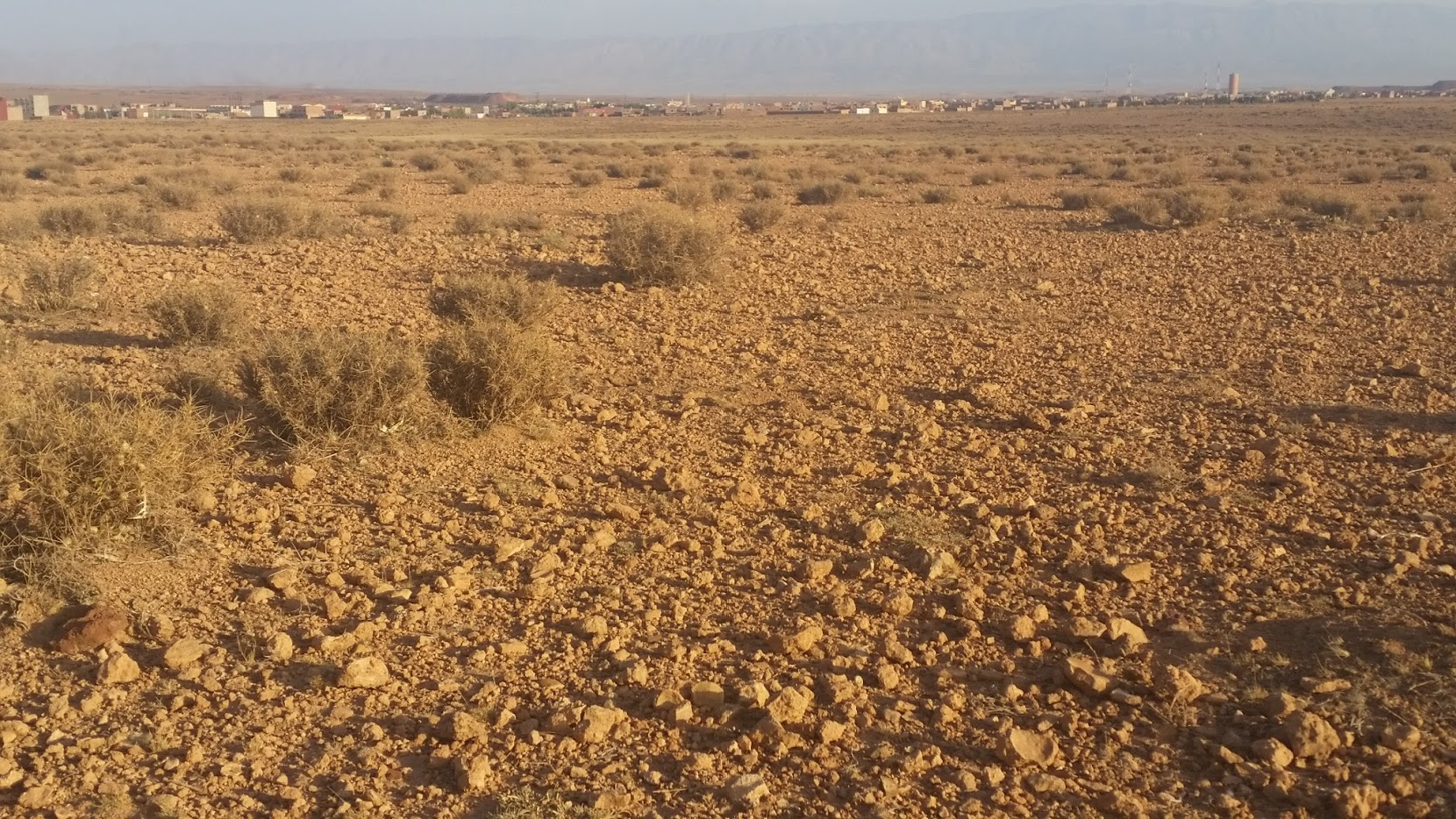
Zaida_vue_de_loins_2012
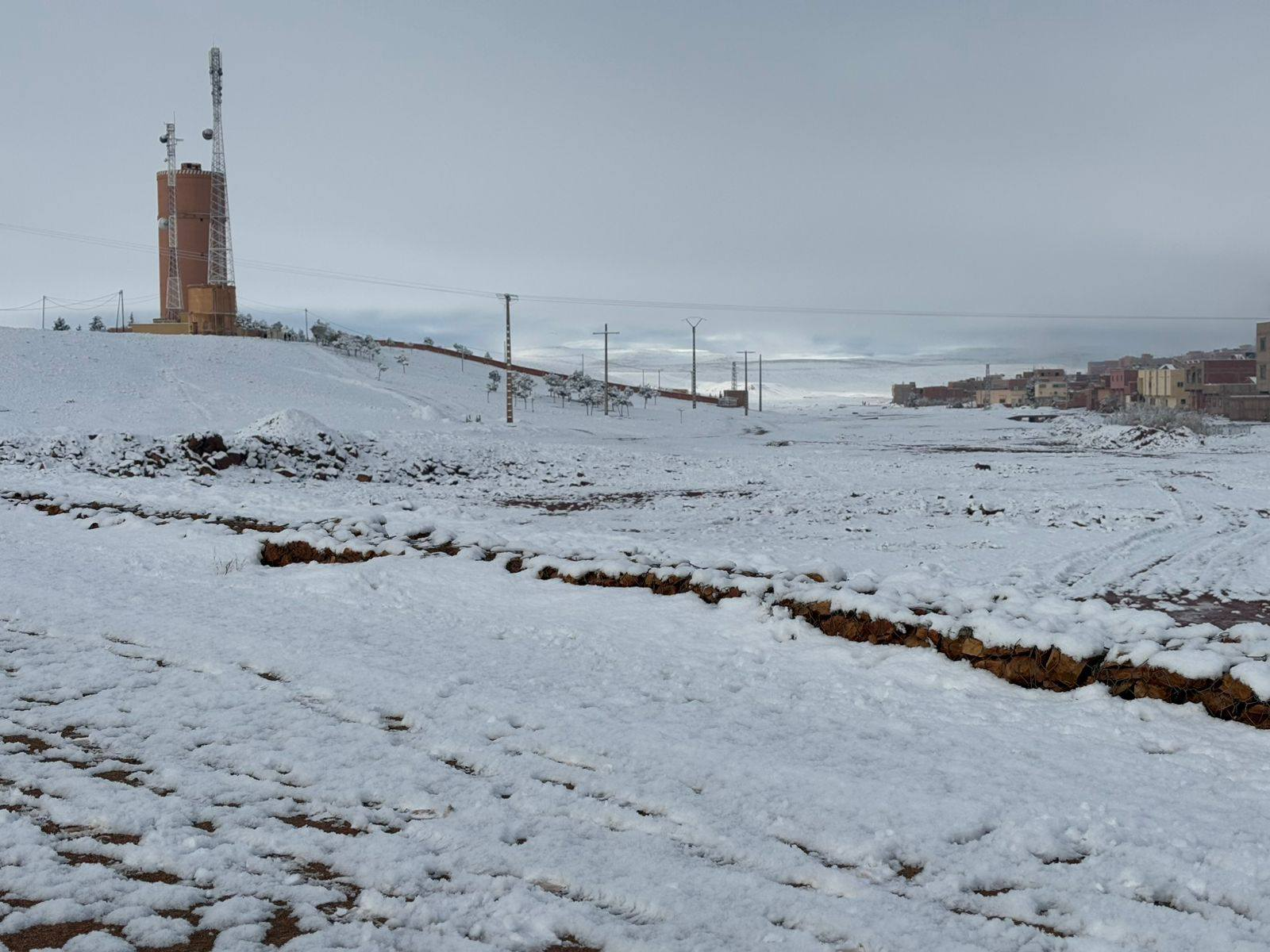
zaida neige janvier 2025 1
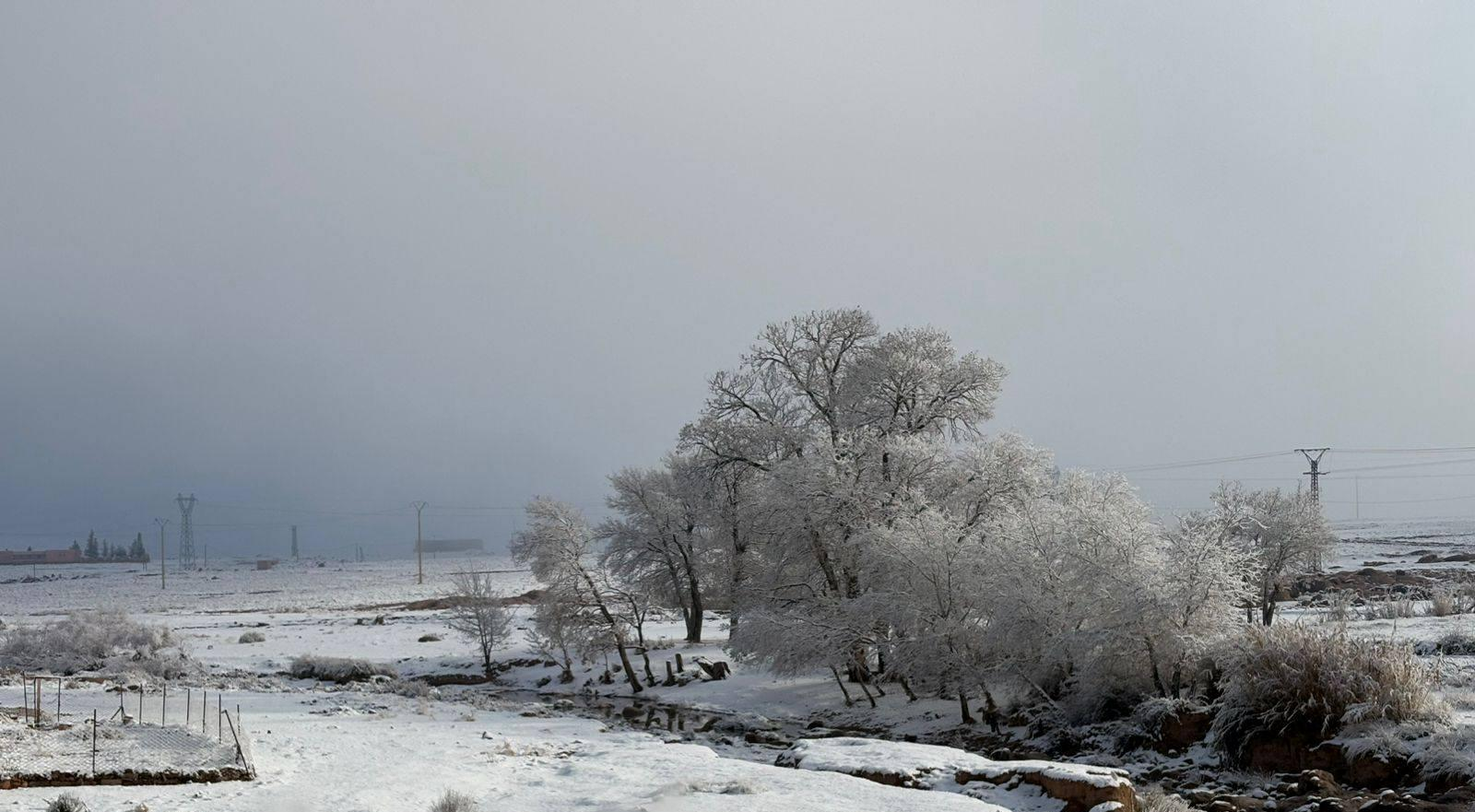
zaida neige janvier 2025 2
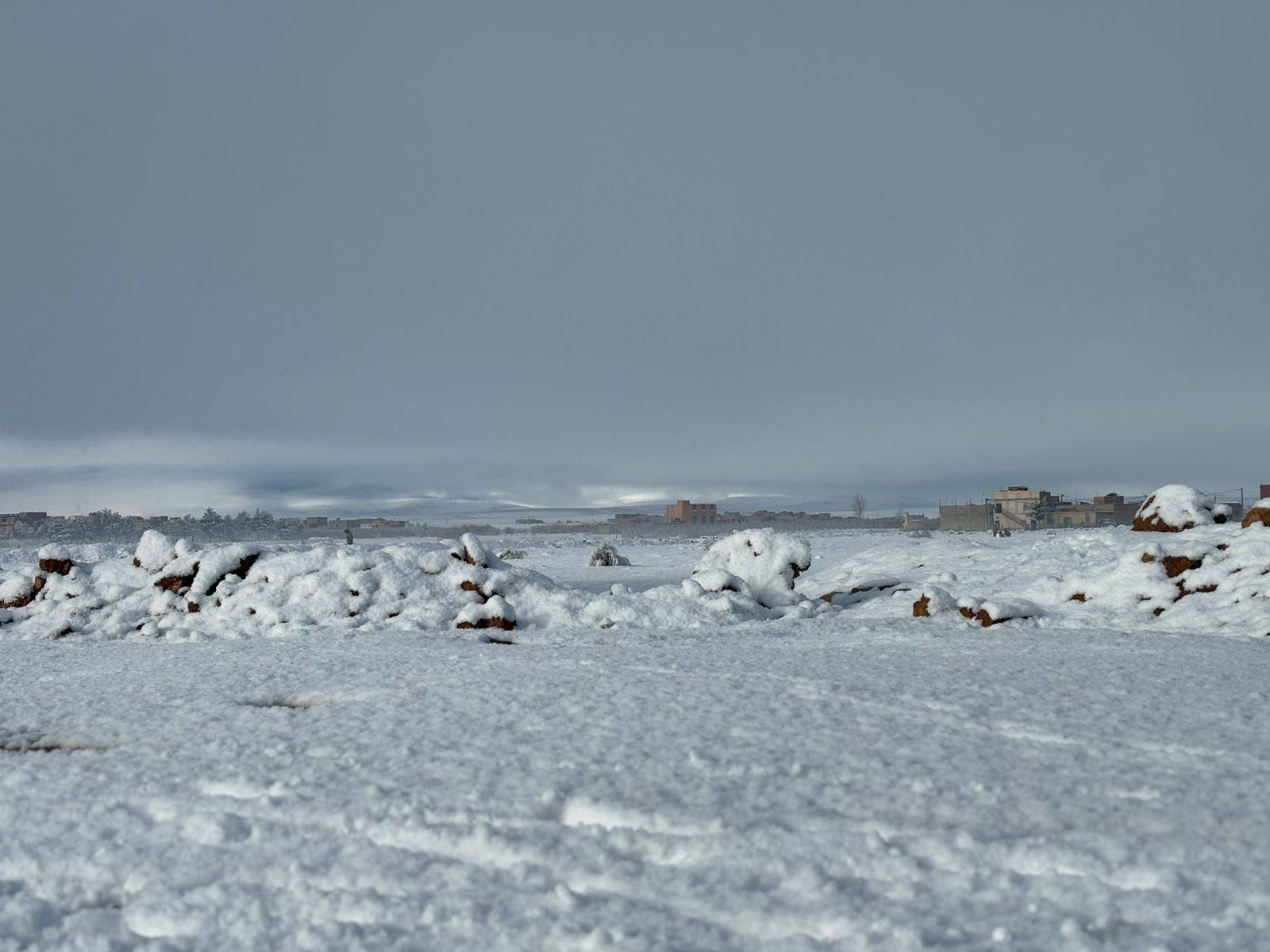
zaida neige janvier 2025 3
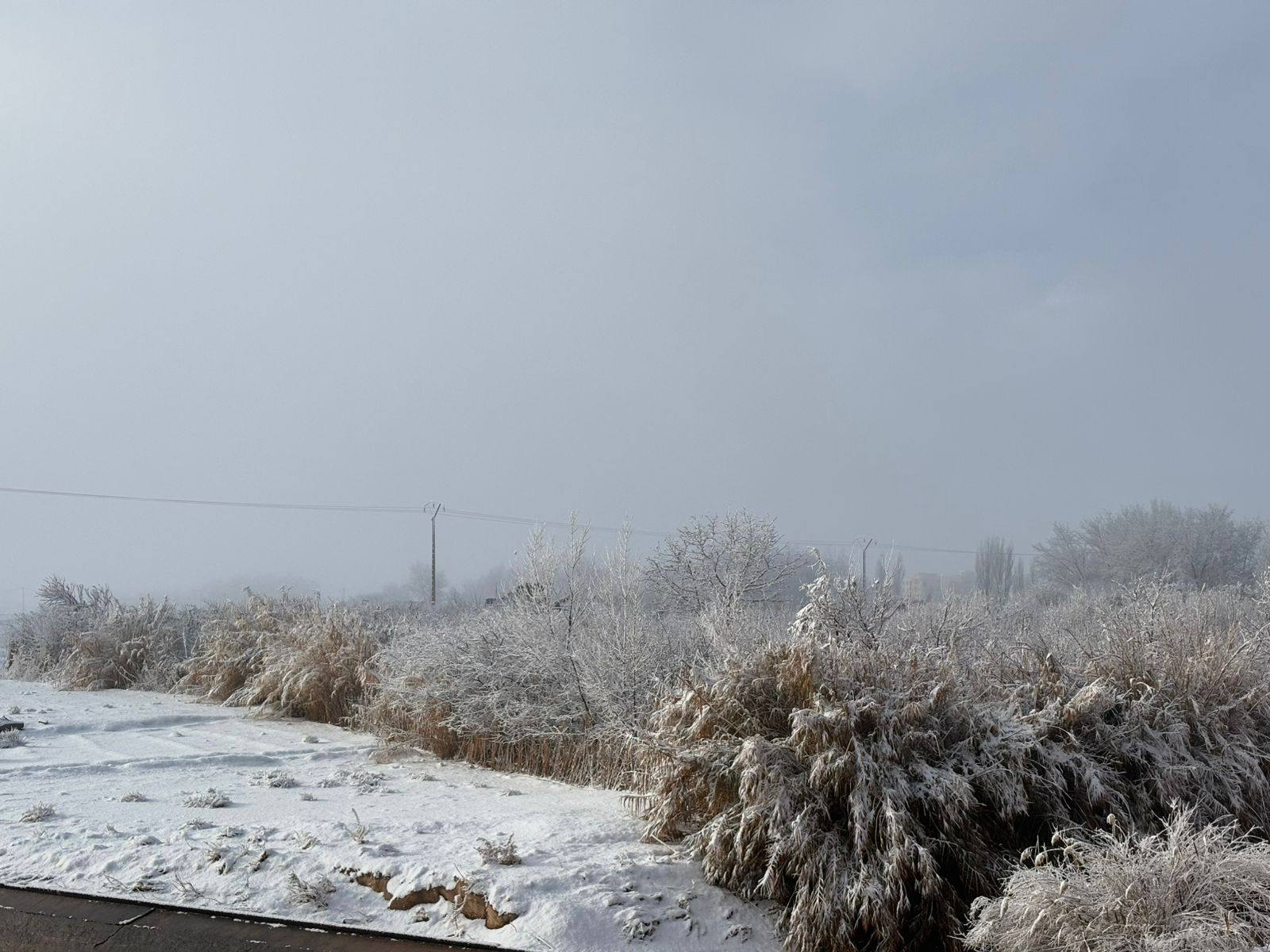
zaida neige janvier 2025 4
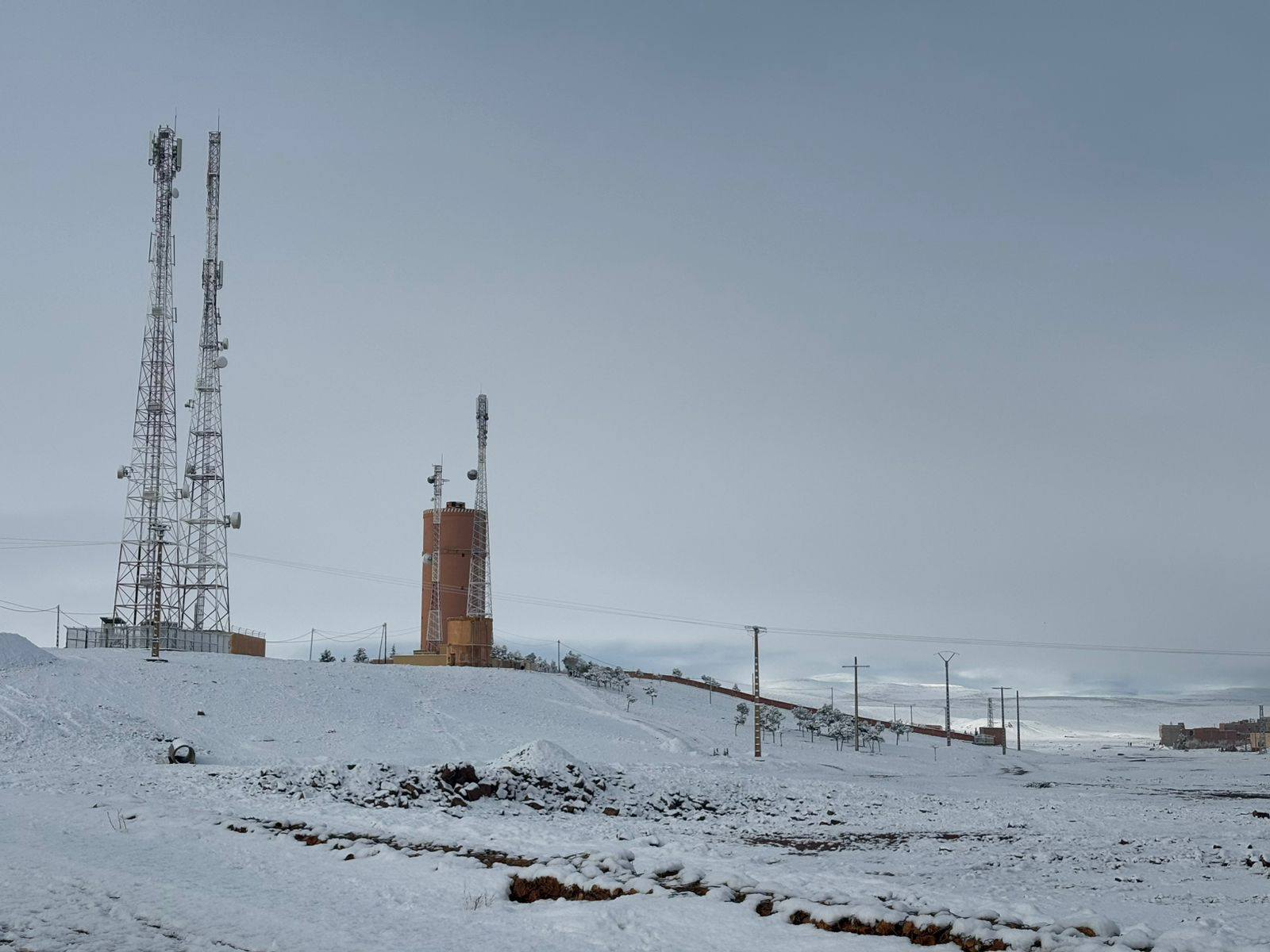
zaida neige janvier 2025 5
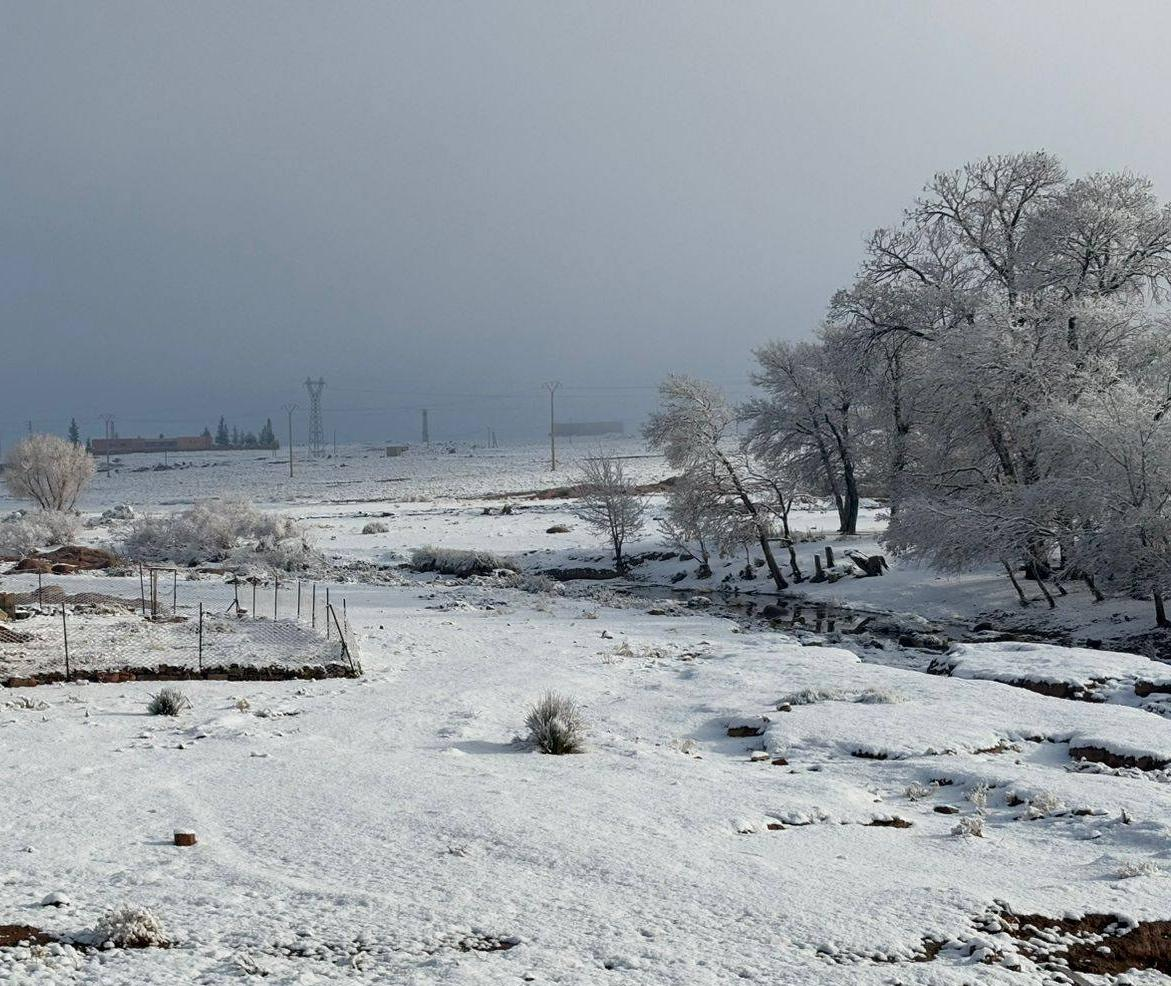
zaida neige janvier 2025 6